# Ohrenrobben
Die Ohrenrobben (Otariidae) sind eine Familie meist großer Robben, die an zahlreichen Felsenküsten der Weltmeere große Kolonien bilden. Aufgrund ihrer kräftigeren Gliedmaßen können sie sich im Vergleich zu den Hundsrobben besser an Land bewegen. Die meisten Arten werden aufgrund äußerer Merkmale zu den Seebären und Seelöwen gezählt. Dabei sind Seebären üblicherweise stärker behaart und im Schnitt kleiner als Seelöwen, aber ausweislich genetischer Untersuchungen entspricht dies nicht den realen Verwandtschaftsverhältnissen.
Die Familie wurde 1825 durch den britischen Zoologen John Edward Gray wissenschaftlich beschrieben und erhielt ihren wissenschaftlichen Namen, der sich vom Gattungsnamen Otaria ableitet; in diese Gattung wurden früher verschiedene Arten der Ohrenrobben gestellt, heute nur noch die Mähnenrobbe (Otaria flavescens).

## Merkmale

### Habitus

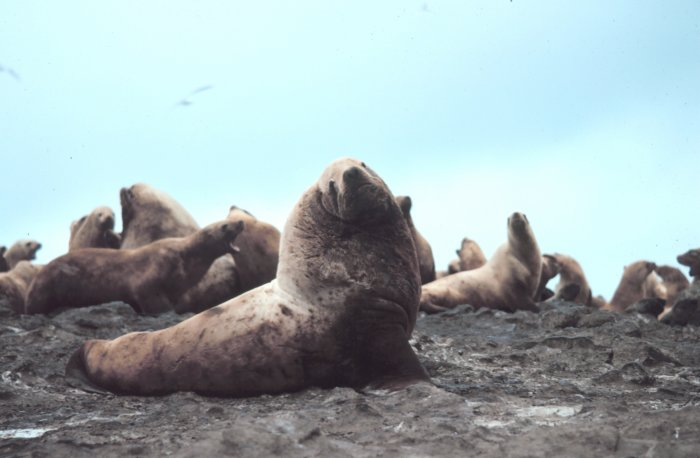
Stellerscher Seelöwe (Eumetopias jubatus)

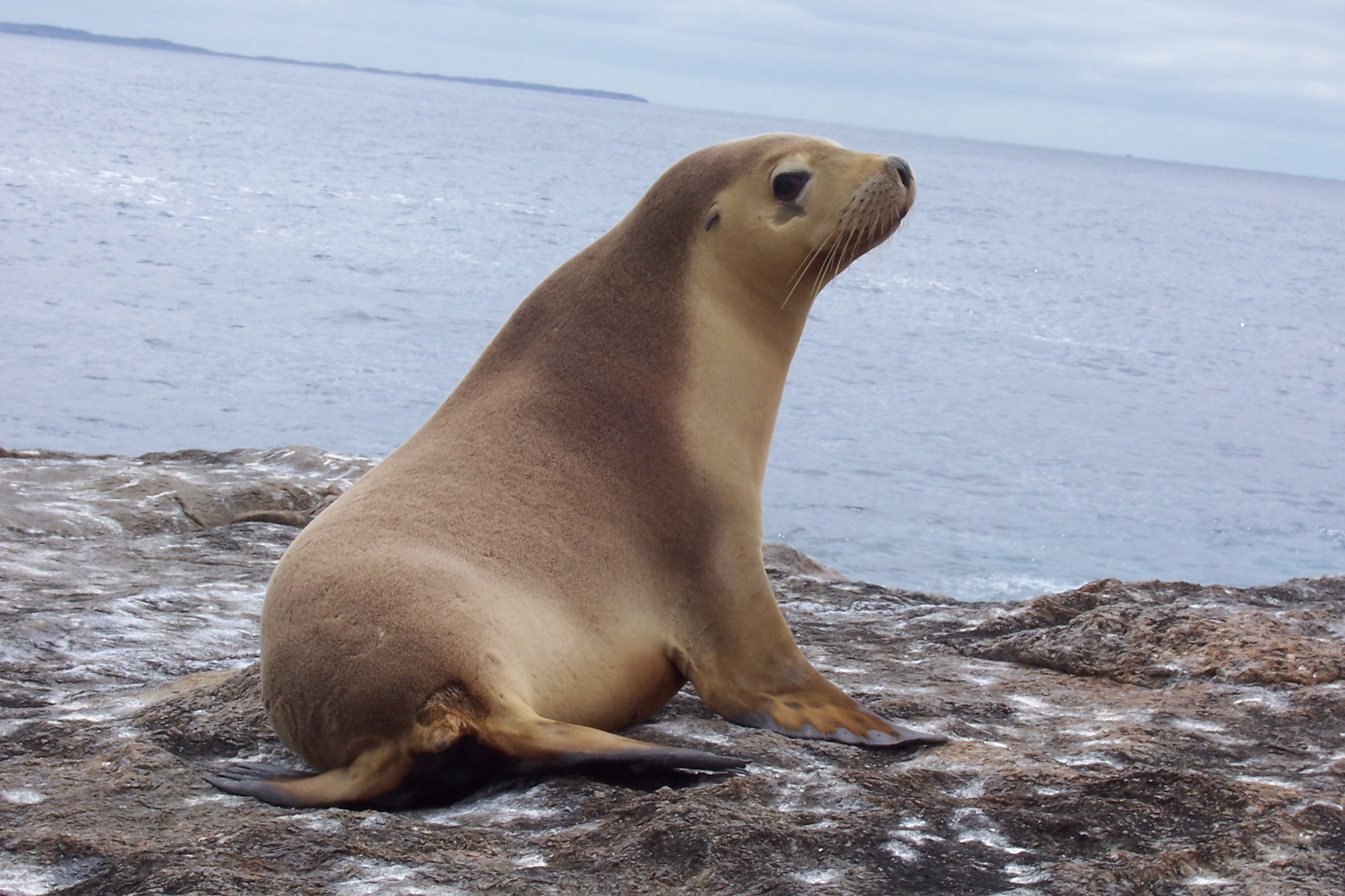
Australischer Seelöwe (Neophoca cinerea)

Ohrenrobbenmännchen der Neuseeländischen Seelöwen (Phocarctos hookeri) können bis zu 3,50 Meter groß werden, während Weibchen der Galápagos-Seebären (Arctocephalus galapagoensis) manchmal nur eine Körperlänge von einem Meter erreichen. Das Gewicht hat je nach Art und Geschlecht eine Spannbreite von 25 Kilogramm bei manchen Weibchen der Südlichen Seebären (Arctocephalus) bis zu rund 1000 Kilogramm bei Männchen der Stellerschen Seelöwen (Eumetopias jubatus). Auffällig ist der deutliche Sexualdimorphismus aller Arten: Die Männchen können je nach Art bis zu 2,5-mal so groß und bis zu 6-mal so schwer werden wie die Weibchen. Bei den Nördlichen Seebären (Callorhinus ursinus) sind die Männchen zum Beispiel ungefähr viereinhalb mal so schwer wie die Weibchen. Generell sind die ausgewachsenen Seelöwen etwas größer als die Seebären, wobei ein ausgewachsenes Seelöwen-Männchen zwischen 360 und 600 Kilogramm und ein Seebären-Männchen zwischen 60 und 270 und ein Weibchen 34 bis 56 Kilogramm wiegt. Das Gewicht der Männchen ist dabei wesentlich bedingt durch eingelagertes Fett, das die Tiere während der Paarungszeit und bei Rivalenkämpfen als Energiereserve nutzen.
Der Körper ist schlank und spindelförmig. Im Vergleich zu den Hundsrobben haben sie einen im Verhältnis längeren Hals und dafür einen kürzeren, gedrungeneren Körper zwischen den Flossen. Die Schultern und der Nacken sind muskulös, vor allem bei den kräftigeren Männchen. Neben dem kräftigen Nacken weisen die Männchen zudem eine Nackenmähne auf, die von längeren Haaren im Nackenbereich gebildet wird.
Im Gegensatz zu den Hundsrobben haben Ohrenrobben Flossen, die auch bei der Fortbewegung an Land von großem Nutzen sind. Die Vorderflossen sind muskulös mit einer glatten, ledrigen Oberfläche. Sie sind, ganz besonders bei den Seebären, sehr lang mit einer breiten Vorderkante und weisen je fünf Zehen mit rudimentär erhaltenen Nägeln auf, wobei die Zehenlänge von außen nach innen abnimmt. Die kürzeren Hinterflossen können unter den Körper gedreht und bei der Fortbewegung benutzt werden. Im Vergleich zu den Hundsrobben, denen dies nicht möglich ist, sind sie vergleichsweise lang und werden zum Ende breiter. Die fünf Zehen sind etwa gleich lang oder die beiden äußeren sind artabhängig etwas länger, wobei dann der erste Zeh auch kräftiger ist. Auf den drei mittleren Zehen befinden sich gut entwickelte Zehennägel, die beiden äußeren Nägel sind hingegen meist weitgehend degeneriert. Auch die Hinterflossen sind mit einer ledrigen schwarzen Haut bedeckt, rückenseits weisen sie eine kurze Behaarung auf. Alle Ohrenrobben haben zudem einen sehr kurzen Schwanz, der breit ansetzt und sich dann sehr schnell verjüngt.

### Fell
Ohrenrobben sind von einem Fell besetzt, bei dem man vier verschiedene Fell- bzw. Pelztypen unterscheidet. Das Fell der Seelöwen ist kurz aus borstenartigem Deckhaar. Bei den Seebären wird das Deckhaar gegen ein dichtes Unterfell ergänzt, das aus weicheren Wollhaaren gebildet wird. Bei den männlichen Tieren bildet sich zudem eine Nackenmähne aus längeren Deckhaaren, die vom Kopf über den Nacken bis auf die Schultern reicht. Jungtiere besitzen einen Pelz aus längeren Deckhaaren, der als „Geburtsfell“ bezeichnet wird.

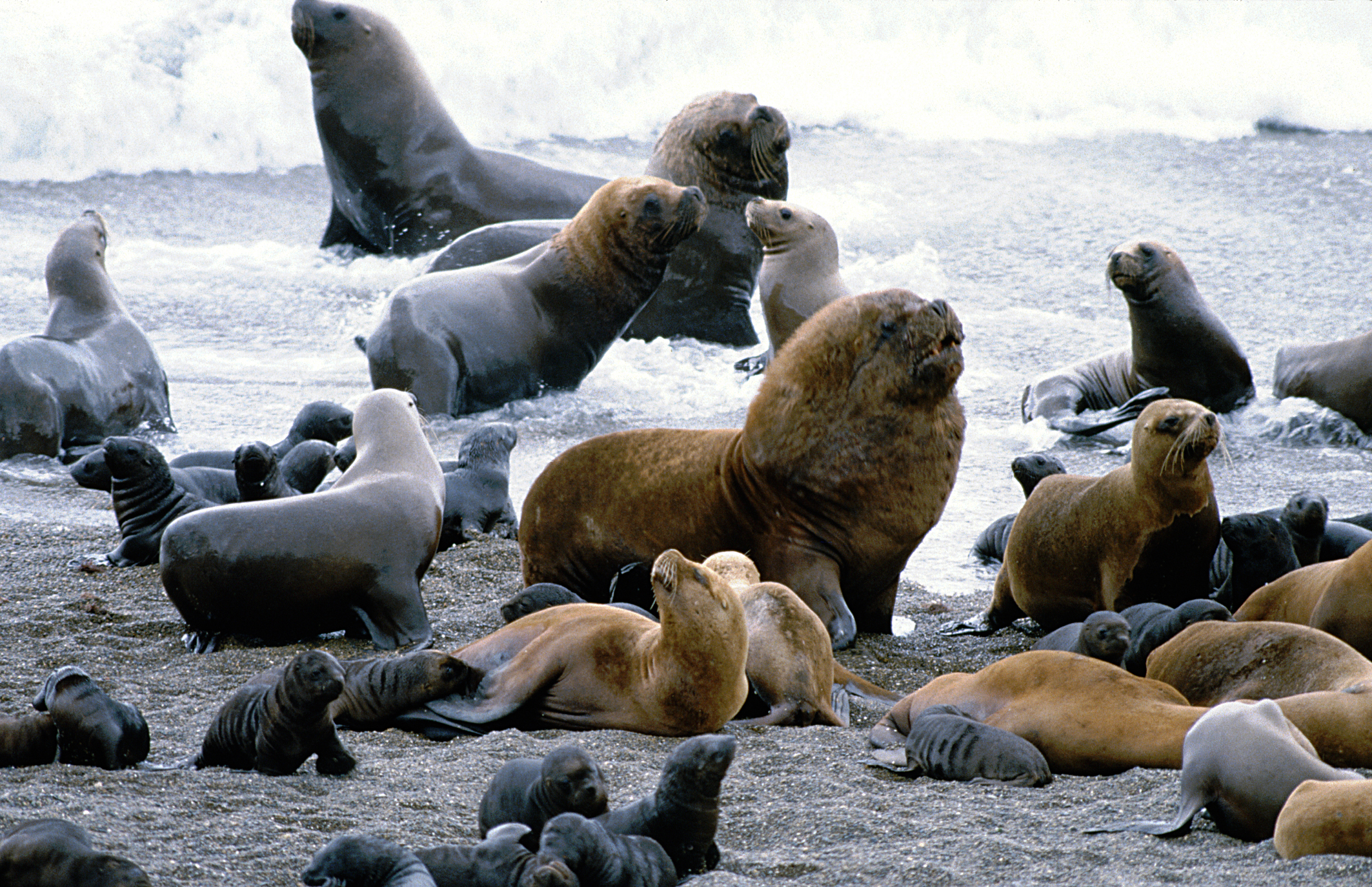
Mähnenrobbenkolonie mit Tieren unterschiedlichen Alters und mit unterschiedlichen Felltypen

Während sich die Tiere im Wasser befinden, legen sich die Haare dicht an den Körper an und solang sie nass sind, folgen sie der Kontur des Körpers. Sobald das Fell getrocknet ist, stellen sich die Haare vor allem im Bereich der Mähne auf. Das Wollhaar der Seebären trägt durch darin enthaltene Luftbläschen im Wasser zur Wärmeisolierung und Thermoregulation bei und wird in regelmäßigen Abständen erneuert. Das Fell erscheint dadurch an einige Stellen mit älterem Haar stumpfer und an neu gebildeten Stellen heller, dadurch wirkt es teilweise fleckig. Der Fellwechsel findet in der Regel vom Kopf und von den Flossen zum Körper hin statt, ein vollständiger Fellwechsel findet etwa jährlich statt und dauert in der Regel mehrere Wochen. Bei den Seebären werden erst die Haare des Unterfells und dann die vorstehenden Deck- oder Grannenhaare ersetzt. Anders als bei den Hundsrobben läuft dieser Vorgang weitgehend kontinuierlich ab, so dass nie alle Haare auf einmal abgestoßen werden. Die unter der Haut gelegene Fettschicht ist bei Ohrenrobben meist dünner als bei Hundsrobben.
Die Farbe der Tiere wird vor allem durch die Fellfarbe und die darunter liegende dunkle Haut bestimmt. Sie verändert sich über die Entwicklung zu den ausgewachsenen Tieren. Jungtiere sind durch ihr Geburtsfell in der Regel dunkelbraun bis schwarz gefärbt. Dieses Fell wird in den ersten Wochen nach und nach abgerieben und durch das normale Fell der Tiere ersetzt. Bei den heranwachsenden und den ausgewachsenen Tieren kann die Färbung schwarz, dunkel- und hell- bis sandbraun oder in sehr seltenen Fällen als Leuzismus auch cremeweiß sein; bei antarktischen Seebären kommt dies bei einem von etwa 1000 Tieren vor. Eine Zeichnung haben die Tiere nicht, mit zunehmendem Alter kommt es jedoch zu Unterschieden in der Färbung einzelner Körperbereiche, etwa im Bereich des Kopfes, der Kehle und des Bauches mit häufig Färbungen. Zudem werden bei ausgewachsenen Männchen häufig die Haarspitzen der Mähne grau. Auch Piebaldismus mit einzelnen weißen Flecken kommt in seltenen Fällen vor.

### Sinnesorgane

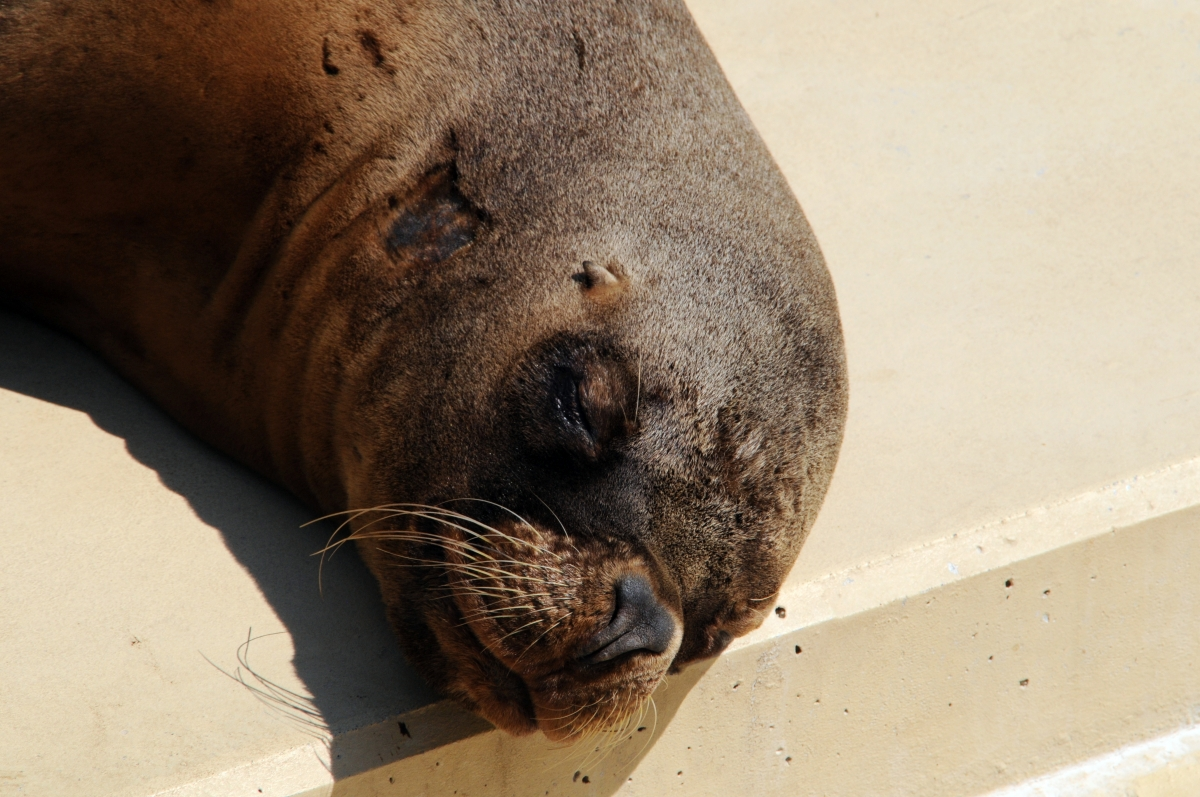
Mähnenrobbe (Otaria flavescens)

Wie schon der deutsche Name der Familie verrät, verfügen alle Tiere über äußerlich sichtbare Ohren. Sie sind meist etwa fünf Zentimeter lang, von knorpeliger Konsistenz und laufen nach außen spitz zu. Die Spitze weist nach hinten und unten. Bei den Seebären sind die Ohrmuscheln etwas länger und abstehender als bei den Seelöwen und somit deutlicher sichtbar. Zudem sind sie bei Jungtieren besonders gut zu sehen. Ohrenrobben können zwar hören, sie lokalisieren aber die Quelle der Geräusche nicht.
Die Nase und vor allem das Rhinarium ist fleischig und mit einer ledernen schwarzen Haut mit nur sehr wenigen Haaren bedeckt. Die Nasenlöcher befinden sich mittig oder leicht unterhalb der Mittellinie auf den Rhinarium und weisen meist leicht abwärts. Das Rhinarium selbst kann bei den verschiedenen Arten stumpf, zugespitzt, vergrößert oder sogar mit einer deutlichen Blasenartigen Verdickung besetzt sein.
Im Bereich der Schnauze haben Ohrenrobben teilweise lange und meist weiche Fühl- oder Barthaare (Vibrissae), die bei einzelnen Arten sehr lang werden können. Die Vibrissae der Jungtiere sind schwarz, mit dem Alter werden sie heller und bei ausgewachsenen Tieren können sie fast weiß sein. Die Vibrissae stellen hochsensible Sinnesorgane dar, mit denen im Wasser geringe Veränderungen der Strömung, etwa durch fliehende Beutetiere, registriert werden. An Land könnten sie zudem eine unterstützende Funktion beim Hören haben. Im Gegensatz zu den Hundsrobben kommen oberhalb der Augenhöhle grundsätzlich keine Fühlhaare vor.
Die Augen sind vergleichsweise klein und schwarz. Sie sind oval bis mandelförmig und mit einer Nickhaut ausgestattet. Wenn sich die Tiere an Land befinden, produzieren sie Tränenflüssigkeit, die die Umgebung der Augen benetzt und dadurch dunkel erscheinen lässt.

### Schädel- und Skelettmerkmale

#### Schädel und Gebiss

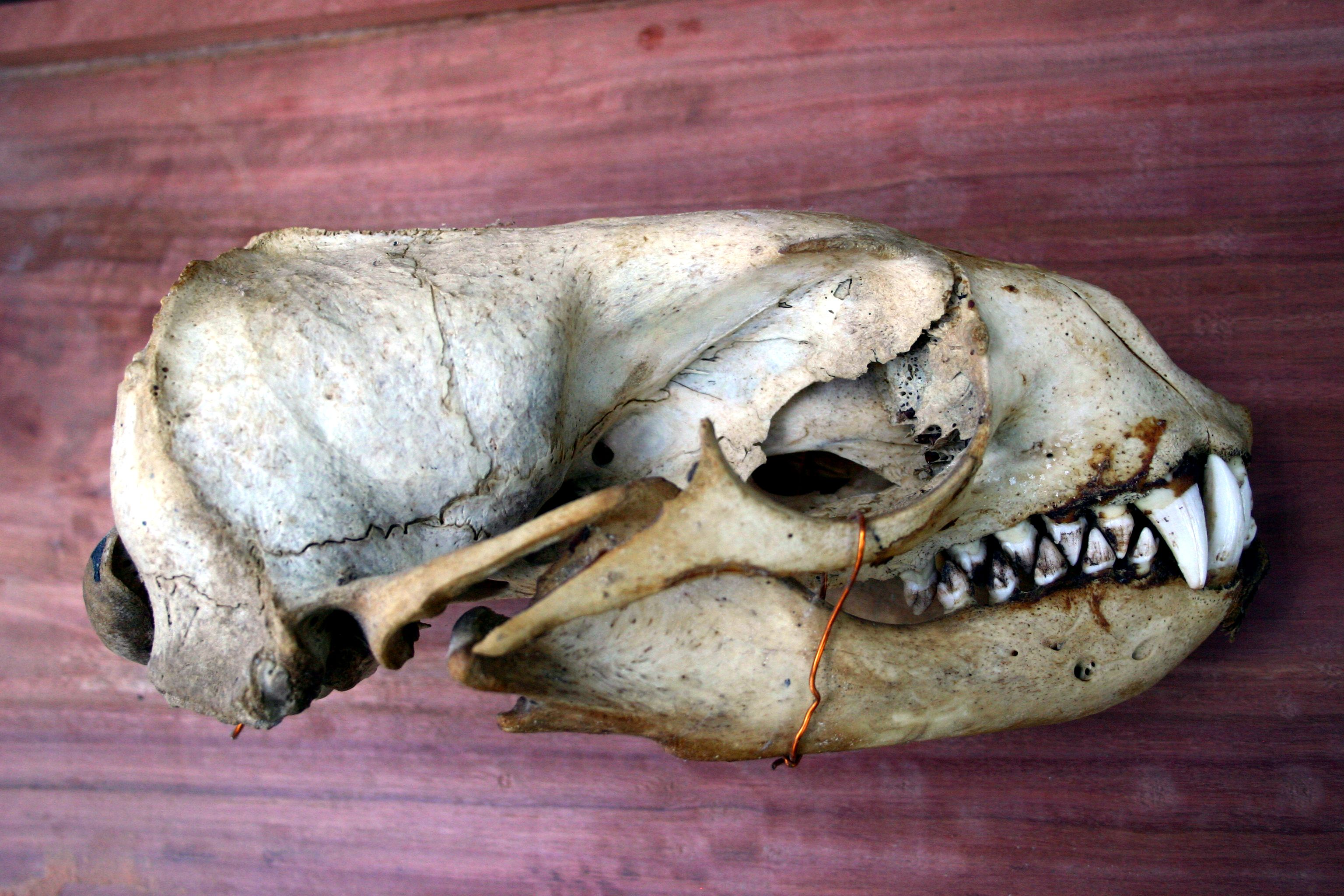
Schädel eines Südafrikanischen Seebären (Arctocephalus pusillus)

Der Schädel der Ohrenrobben ähnelt stark dem Bärenschädel. Wie dort ist jeweils der große Flügel des Flügelbeins (Os sphenoidale) von einem Kanal durchzogen, durch den die interne Kopfschlagader (Arteria carotis interna) verläuft, die das Gehirn versorgt. Auch der Warzenfortsatz (Processus mastoideus) des Schläfenbeins (Os temporale), an dem eine kräftige Muskulatur ansetzt, ist wie bei Bären deutlich ausgeprägt, aber von der verknöcherten Kapsel des Mittelohrs (Bulla tympanica) klar getrennt. Der Gelenkkopf für das obere Kopfgelenk (Articulatio atlanto-occipitalis), der Condylus occipitalis, ist weit nach oben versetzt. Die Augenhöhlen (Orbita) sind nur unvollständig voneinander getrennt; an ihrem hinteren und oberen Rand besitzt das Stirnbein (Os frontale) je zwei gut entwickelte Fortsätze, die als Processus postorbitalis und Processus supraorbitalis bezeichnet werden. Die beiden Unterkieferhälften sind bei Ohrenrobben nicht fest an der Symphyse (Symphysis mandibulae) verwachsen. Bei den erwachsenen Männchen ist der Schädel etwas anders proportioniert als bei den Weibchen und weist in vielen Fällen einen auffälligen Scheitelkamm auf, der als Ansatz für die kräftige Kiefermuskulatur dient und auch von außen sichtbar ist.
| 3 | · | 1 | · | 5–6 | · |   | = 34–36 |
| 2 | · | 1 | · | 5–6 | · | 5 | = 34–36 |

Das Ohrenrobben-Gebiss verfügt auf jeder Seite über drei obere und zwei untere Schneidezähne; bis auf den äußersten oberen Schneidezahn sind sie alle zweihöckrig. Die ersten beiden oberen Schneidezähne sind vergleichsweise klein und zapfenförmig mit gut ausgeprägter Kerke, der dritte ist kräftiger und eckzahnartig mit rundem oder ovalem Querschnitt. Dahinter liegt je ein gut ausgebildeter Eckzahn, der vor allem bei den Männchen sehr kräftig ist. Die nachfolgenden Zähne sind kleiner und homodont, also gleichgeformt; sie können zapfenartig oder flach ausgebildet sein. Dabei handelt es sich um je vier obere und untere kegelförmige Vormahlzähne und im Unterkiefer pro Seite je ein Backenzahn, im Oberkiefer schwankt die Anzahl artabhängig zwischen eins und drei. Die Jungtiere werden mit einem Milchgebiss geboren, das in der Regel in den ersten Monaten ausgetauscht wird.

Skelettbau der Ohrenrobben (oben) im Vergleich zu den Hundsrobben (unten)

#### Axialskelett
Die Wirbelsäule zeigt deutliche Verstärkungen im Bereich der Halswirbelsäule und der etwa 15 Brustwirbel, die als Adaptation an die starken mechanischen Belastungen verstanden werden können, die von den zur Fortbewegung eingesetzten Vorderflossen ausgehen. Sie läuft in einem kurzen Schwanz aus. Das Brustbein (Sternum) der Ohrenrobben ist am Griff (Manubrium sterni) verknöchert.
Das Becken ist so gebaut, dass die Hinterflossen zur Fortbewegung an Land unter den Körper gedreht werden können.

### Innere Organe, Weichteile und Genetik
Bei den meisten Arten ist die rechte Lunge vergrößert. Die für die Wärmeregulation wichtigen arteriovenösen Anastomosen, Querverbindungen zwischen Arterien und Venen, die eine erhöhte Blutversorgung der äußeren Körperschichten und damit einen schnelleren Wärmeaustausch erlauben, existieren bei Ohrenrobben nur in den Flossen, die sie daher an Land gelegentlich mit Urin benetzen, um die Verdunstungskälte zur Abkühlung zu nutzen.
Alle Ohrenrobben haben eine schlitzförmige Nabelnarbe. Im Bereich des Abdomens und bei den Männchen bildet sich zudem eine Vorhaut zwischen der Nabelnarbe und dem Anus. Anders als bei den Hundsrobben befinden sich die Hoden der Männchen saisonal in einem externen lederartigen Hodensack (Scrotum); zur Paarungszeit erfolgt ein Hodenabstieg. Der Penis befindet sich innerhalb des Körpers und wird nur bei der Paarung oder bei starker Erregung ausgefahren, er besitzt einen Penisknochen zur Verstärkung. Die Vulva der Weibchen befindet sich bauchseitig zwischen der Bauchnabel und dem Anus. Die Weibchen haben zudem zwei Paar Zitzen im Lendenbereich, davon jeweils ein Paar vor und eines hinter der Nabelnarbe. Sie sind flach und stehen nicht vor, in der Regel sind die Brustwarzen aufgrund der dunkleren Färbung erkennbar.
Die Nieren der Ohrenrobben sind wie die anderer Robben und Meeressäugern in mehrere Einheiten, Reniculi, unterteilt, die unabhängig voneinander funktionieren. Durch diesen Aufbau sind sie in der Lage, hochkonzentrierten Urin zu produzieren und eine maximale Menge Wasser im Körper zu halten.
Der Karyotyp des Taxons umfasst 2n = 36 Chromosomen.

## Verbreitung und Lebensraum

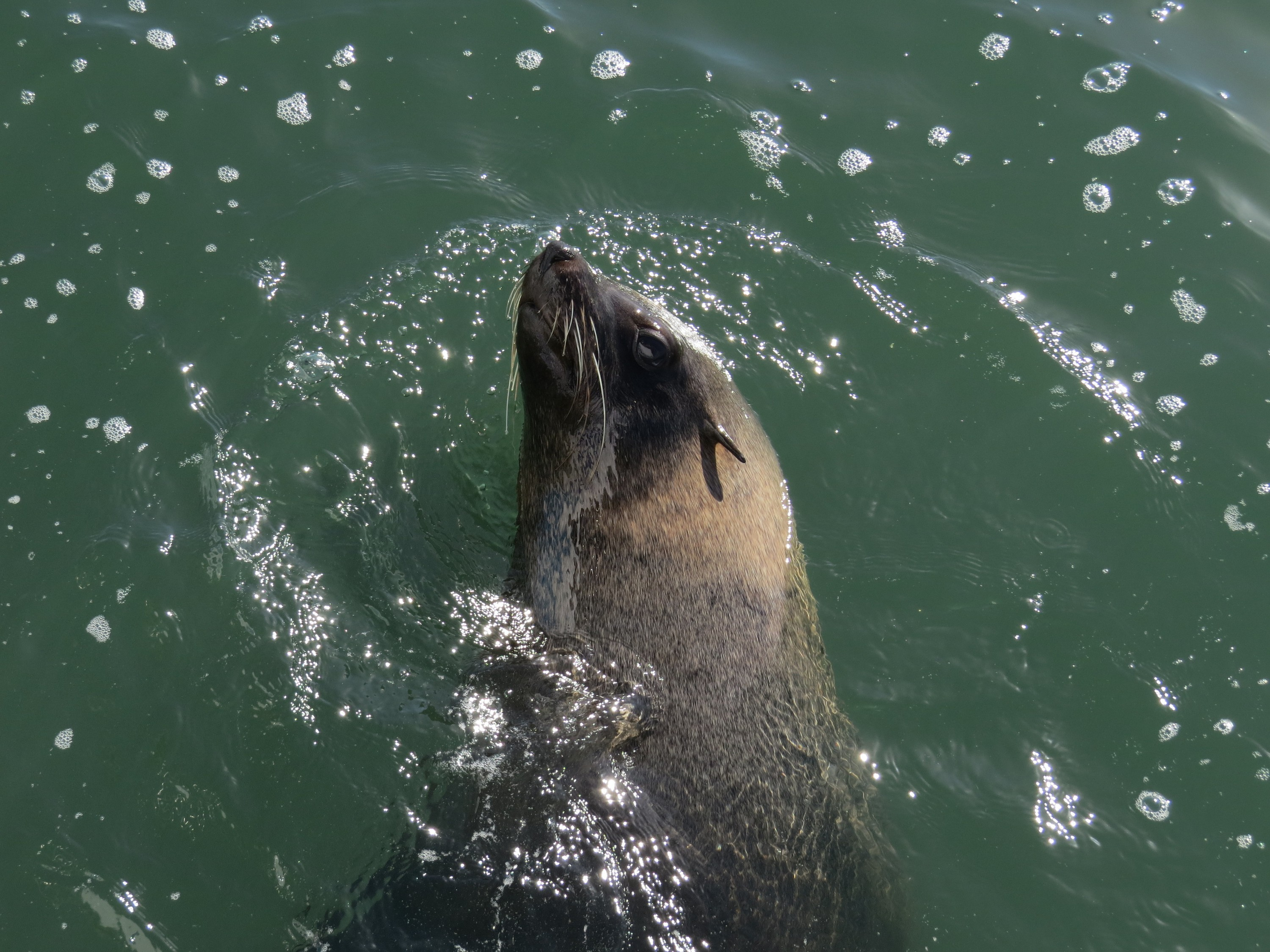
Ohrenrobbe vor der Küste Namibias.

Ohrenrobben sind in polaren, gemäßigten und subtropischen Meeren verbreitet; den größten Individuenreichtum erreichen sie jedoch in den subpolaren Meeren der Arktis und Antarktis. Sie sind dabei in der Regel gebunden an kalte und nahrungsreiche Meeresströmungen und nur einzelne Arten leben abseits von diesen.
Arten der Ohrenrobben finden sich in arktischen Gewässern an der Nordküste Sibiriens und Nordamerikas, im Pazifischen Ozean an der Westküste Nord- und Südamerikas von Alaska bis Mexiko und von Nordperu bis Kap Hoorn sowie an der Ostküste Nordasiens von Japan bis Nordostrussland, bei der Südinsel Neuseelands sowie auf den Galápagosinseln. Im Atlantik kommen sie an der südamerikanischen Ostküste von Feuerland bis Südbrasilien sowie an der Süd- und Südwestküste Südafrikas und Namibias vor. Wichtige Kolonien im Indischen Ozean liegen an der Südküste Australiens. Dazu kommen zahlreiche isolierte Inseln in den Gewässern um Antarktika.
Wie alle Robben verbringen Ohrenrobben eine große Zeit ihres Lebens in küstennahen Meeresgewässern und leben vor allem im Bereich der flachen Kontinentalschelfe, seltener findet man sie auch im Brackwasser der Mündungssysteme großer Flüsse oder gar im Süßwasser dieser Flüsse selbst. Paarung und Jungenaufzucht finden an Land, insbesondere auf Felseninseln sowie an isoliert gelegenen Stränden statt, wo es keine landlebenden Fressfeinde gibt. Eisbewohnende Arten sind, anders als bei den Hundsrobben, nicht bekannt und der Antarktische Seebär ist die einzige Art, die bis in die Polarregion der Antarktis vorstößt; Ohrenrobben bevorzugen auch allgemein etwas wärmere Wassertemperaturen. Im Äquatorialbereich kommen sie allerdings nur bei den Galápagosinseln vor, wo sie von dem subtropischen Nahrungsreichtum profitieren.
Während das Verbreitungsgebiet einzelner Arten wie des Neuseeländischen Seebären, des Galapágos-Seebären und des Galapágos-Seelöwen auf vergleichsweise kleine Gebiete wie etwa einzelne Inselgruppen beschränkt ist, gibt es andere Arten mit einem sehr großen Verbreitungsgebiet, darunter vor allem der Subantarktische Seebär, der von den subantarktischen Gewässern aus in großen Teilen des Atlantischen, Pazifischen und Indischen vorkommt, oder der Nördliche Seebär in nördlichen Pazifik. Diese Arten entfernen sich zudem auch weiter vom Land und bleiben teilweise wochenlang in pelagischen Meereszonen zur Nahrungssuche.

## Lebensweise

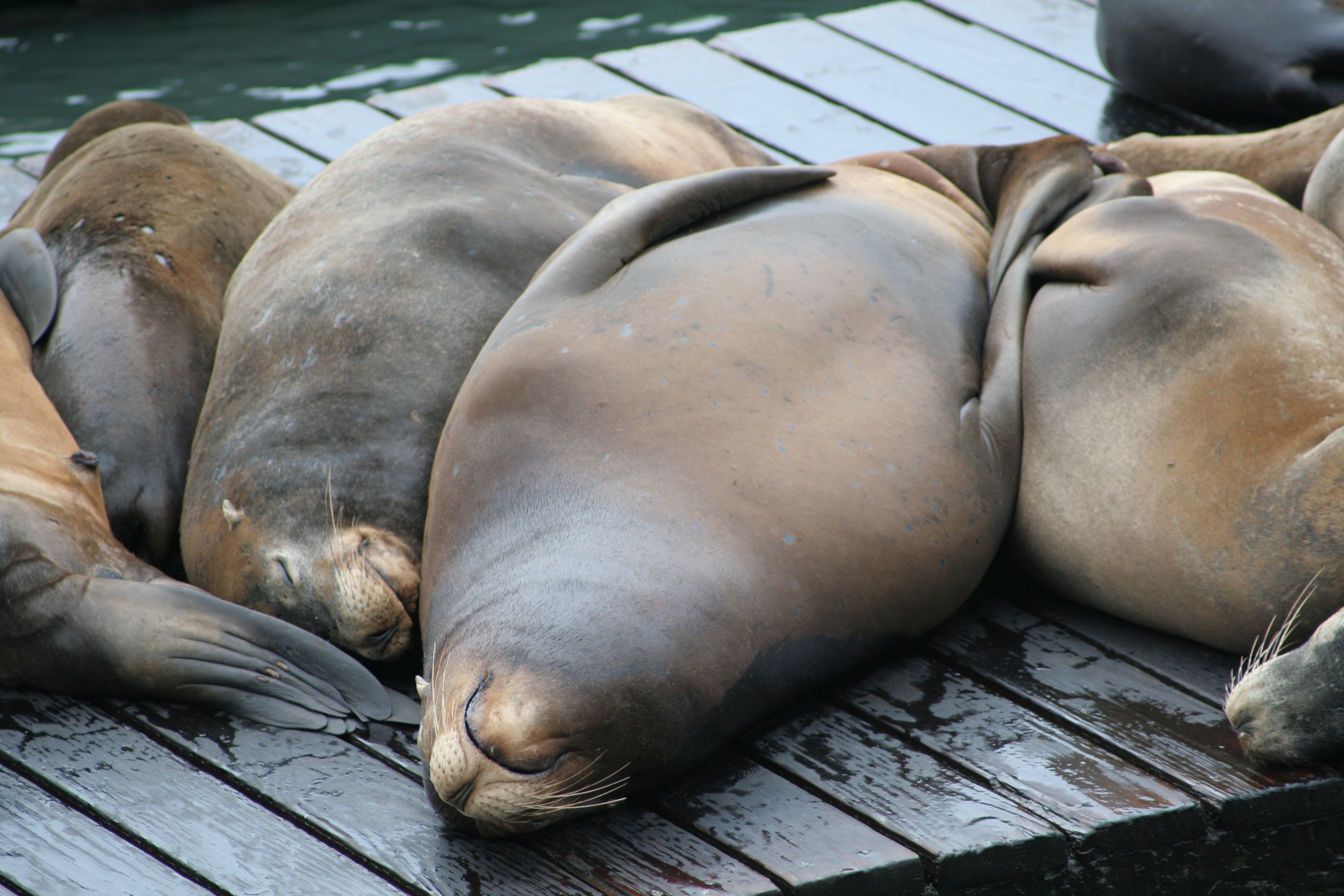
Schlafende kalifornische Seelöwen in San Francisco: Schlafen Seelöwen im Wasser, schläft nur eine Gehirnhälfte (Halbhirnschlaf).

Die verschiedenen Ohrenrobben leben sowohl im Wasser wie auch an Land. Dabei sind Seelöwen häufiger an Land und kommen auch nach ausgedehnteren Schwimm- und Jagdphasen immer wieder dorthin zurück, während Seebären teilweise sehr lange Phasen in der Hochsee verbringen, ohne an Land zu gehen. Sie schlafen dabei an der Wasseroberfläche und lassen sich treiben, die Flossen strecken sie dabei in die Luft oder falten sie vor dem Bauch. Da Ohrenrobben wie alle Säugetiere gleichwarme Tiere sind und entsprechend sowohl an Land wie auch im Wasser ihre Körpertemperatur regulieren müssen, gibt es bei ihnen zahlreiche morphologische wie auch ethologische Anpassungen zur Thermoregulation. Zum einen besitzen vor allem die Seelöwen eine dicke Fett- bzw. Speckschicht als Isolationsschicht unter der Haut, bei den Seebären übernimmt das Fell diese Funktion. Durch ihren großen und rundlichen Körper haben sie ein geringes Oberfläche-Volumen-Verhältnis, wodurch ihr Körper in kalter Umgebung einen geringen relativen Wärmeverlust hat (siehe Bergmannsche Regel). Hinzu kommen die gut durchbluteten Flossen, die eine Wärmeübertragung ermöglichen. Verhaltensweisen, die einer Auskühlung entgegenwirken, beinhalten vor allem die Kältevermeidung, indem die Tiere kältere Meeresgebiete meiden, das enge Beieinander- und Aufeinanderliegen am Strand und auch das Hinausstrecken der Flossen aus dem Wasser in Ruhephasen. Zugleich haben sie Verhaltensweisen entwickelt, die an warmen Tagen vor Überhitzung schützen; in diesem Fall gehen sie in das kühle Wasser oder nutzen feuchte Liegeflächen, zudem urinieren sie zur Abkühlung auf ihre Flossen. Auch das Aufsuchen von schattigeren Plätzen oder Höhlen dient dem Schutz vor Überhitzung.
An Land verbringen die Tiere die meiste Zeit damit, auszuruhen oder mit der Fellpflege, während sie vergleichsweise wenig Zeit darauf verwenden, mit Artgenossen zu interagieren. Alle Ohrenrobben sind allerdings sehr soziale Tiere und halten sich vor allem an Land häufig in Gruppen auf; zur Kommunikation haben sie ein großes Lautrepertoire entwickelt. Besonders auffällig ist dies in der Paarungszeit, in der sich die Tiere in großen Kolonien sammeln. Dies hängt nicht zuletzt mit der vergleichsweise geringen Zahl geeigneter Aufzuchtstätten für die Jungtiere zusammen, so dass sich die Robben an jenen Stätten, die zur Verfügung stehen, konzentrieren. Zumindest die Weibchen sind in vielen Fällen philopatrisch, kehren also immer wieder in ihre Geburtskolonie zurück.
Die Fellpflege ist eine wichtige Verhaltensweise der Ohrenrobben. Die Tiere reinigen ihr Fell mit ihren an den Flossen befindlichen Fingern und Zehen und dem Kopf und den Zähnen. Dabei fetten sie das Fell zudem mit öligen Drüsensekreten ein, wodurch es wasserabweisend bleibt. Bei den Seebären, bei denen das Unterfell eine wichtige Funktion bei der Thermoregulation hat, wird mehr Zeit in die Fellpflege investiert als bei den Seelöwen.

### Fortbewegung
Ohrenrobben nutzen zum Vortrieb im Wasser ausschließlich ihre kräftigen Vorderflossen, mit denen sie gleichsam rudern; die Hinterflossen werden dagegen beim Schwimmen passiv nach hinten ausgestreckt. Die auf diese Weise erreichten Geschwindigkeiten liegen bei bis zu 27 Kilometern pro Stunde, wobei sie im Vergleich zu den meisten Hundsrobben mit Ausnahme des Seeleoparden (Hydrurga leptonyx) auch bei diesen Geschwindigkeiten sehr wendig sind. Sie können beim Schwimmen ähnlich wie Delfine in hohen Bögen aus dem Wasser springen und können weite Strecken schwimmend zurücklegen. Sie sind auch in der Lage, lange zu tauchen, wobei sie in der Regel nicht so lange und so tief tauchen können wie verschiedene Arten der Hundsrobben. Die maximalen Tauchtiefen liegen bei den Ohrenrobben bei etwa 200 Metern, selten bis 450 Metern, und sie halten ihre Luft für maximal sieben oder acht Minuten an, im Vergleich dazu liegen bei den Hundsrobben die Tauchtiefen bei bis zu 1500 Metern und Tauchzeiten von bis zu 120 Minuten.

Anders als Hundsrobben können sich Ohrenrobben auch an Land gut fortbewegen. In unebenem Gelände sind sie in der Lage, einem laufenden Menschen zu entkommen; dressierte Tiere können sogar Leitern hochklettern. Bei der Fortbewegung ruht das Hauptgewicht auf den seitlich ausgestreckten Vorderflossen, die am „Handgelenk“ um 90 Grad abgeknickt sind, so dass die der Hand entsprechenden Flossenteile flach auf dem Untergrund aufliegen. Selbiges gilt auch für die Hinterflossen, die an Land unter den Körper gebracht werden und so ausgerichtet sind, dass die Zehen nach vorne zeigen. Auf diese Weise können die Tiere ihr Gewicht anheben und an Land laufen und klettern.

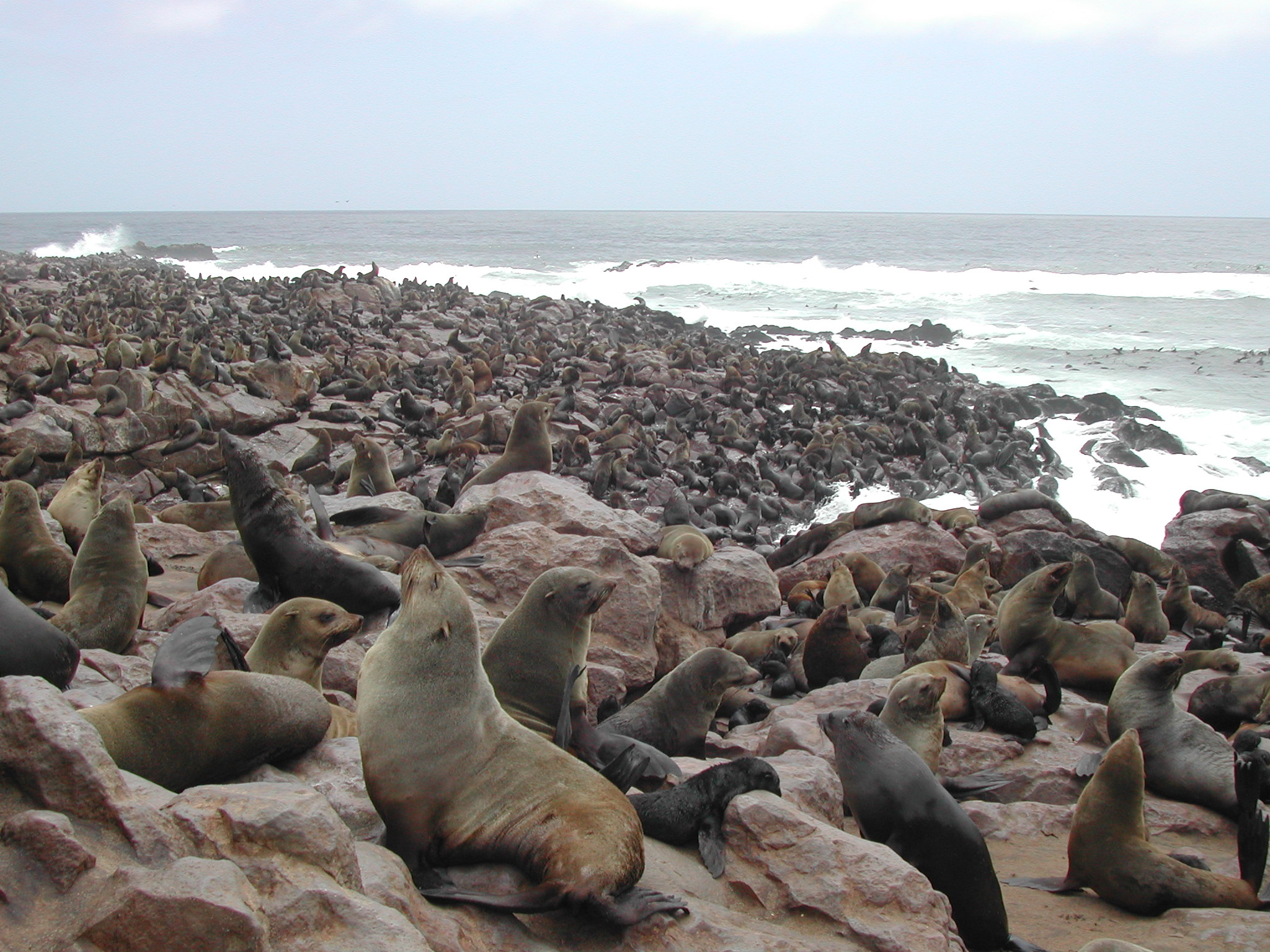
Kolonie Südafrikanischer Seebären

### Ernährung
Die meisten Ohrenrobbenarten sind Generalisten, ihr Nahrungsspektrum ist also je nach Angebot relativ breit gefächert und besteht in der Regel aus kleinen Schwarmfischen, Tintenfischen sowie diversen Krebstieren. Eine Ausnahme bilden die Antarktischen Seebären (Arctocephalus gazella), die sich neben Fischen fast ganz auf Krill spezialisiert haben. Einige Seelöwenarten haben dieses Spektrum um Seevögel wie Pinguine oder die Jungtiere anderer Robben erweitert und jagen unter anderen Jungtiere von Seebären, Ringelrobben (Pusa hispida) oder Seehunden (Phoca vitulina). Bei Stellerschen Seelöwen und Neuseeländischen Seelöwen wurde zudem über Infantizid und Kannibalismus bei Jungtieren der eigenen Art berichtet. Für Südafrikanische Seebären gehören Brillenpinguine (Spheniscus demersus) und Kaptölpel (Morus capensis) zum Beutespektrum, Antarktische Seebären jagen unter anderen Goldschopfpinguine (Eudyptes chrysolophus) und Eselspinguine (Pygoscelis papua) und auch andere Seebären und Seelöwen der südlichen Hemisphäre erbeuten Pinguine.
Im Gegensatz zu den Hundsrobben tauchen Ohrenrobben und vor allem die Seelöwen meist nur in vergleichsweise flachen Gewässern, obwohl einige Arten vor allem der Seebären nachgewiesenermaßen Tiefen von mehr als 100 Metern im offenen Meer erreichen. Bei küstenlebenden Robben spielen benthische Kopffüßer wie Kraken und Tintenfische neben Krebsen eine wichtige Rolle im Nahrungsspektrum, pelagische Kalmare und auch die vor allem nachts aus der Tiefsee aufsteigenden Laternenfische (Myctophidae) sind vor allem für die Arten wichtig, die in der Hochsee jagen. Der Kalifornische Seelöwe jagt zudem in brackigen Ästuaren oder auch in Flüssen nach Fischen und anderen Beutetieren.
Sie sind schnelle Schwimmer und jagen auch schnellschwimmenden Fischen und anderen Beutetieren hinterher. Sie jagen allein, auch wenn häufig mehrere Robben gemeinsam und nebeneinander in Fischschwärmen jagen. Gelegentlich werden Kalifornische Seelöwen beobachtet, die mit Schulen von Delfinen jagen. Die Beutetiere werden in der Regel unter Wasser gepackt und dann meistens im Ganzen geschluckt, nur größere Beutetiere werden an der Wasseroberfläche in mehrere Teile zerbissen. Den Wasserbedarf decken die Tiere über ihre Beutetiere und sie vermeiden es, bei der Nahrungsaufnahme zu viel Salzwasser zu schlucken. Vor allem Männchen setzen enorme Fettreserven an, die ihnen Reserven für lange Fastenzeiten während der Fortpflanzungszeit bieten. Weibchen setzen dagegen nur geringere Fettreserven an und verbrauchen diese schneller aufgrund der Laktation während der Säugezeiten ihrer Jungtiere, daher müssen sie in der Regel bereits wenige Wochen nach den Würfen wieder ins Meer zur Beutejagd. Zudem werden de Jungtiere teilweise recht lange gesäugt und bei Stellerschen Seelöwen gibt es Beobachtungen, bei denen Weibchen drei Jahrgänge von Jungtieren säugen.

### Fortpflanzung und Entwicklung

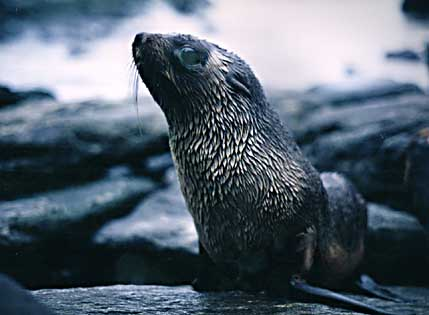
Antarktischer Seebär, Jungtier

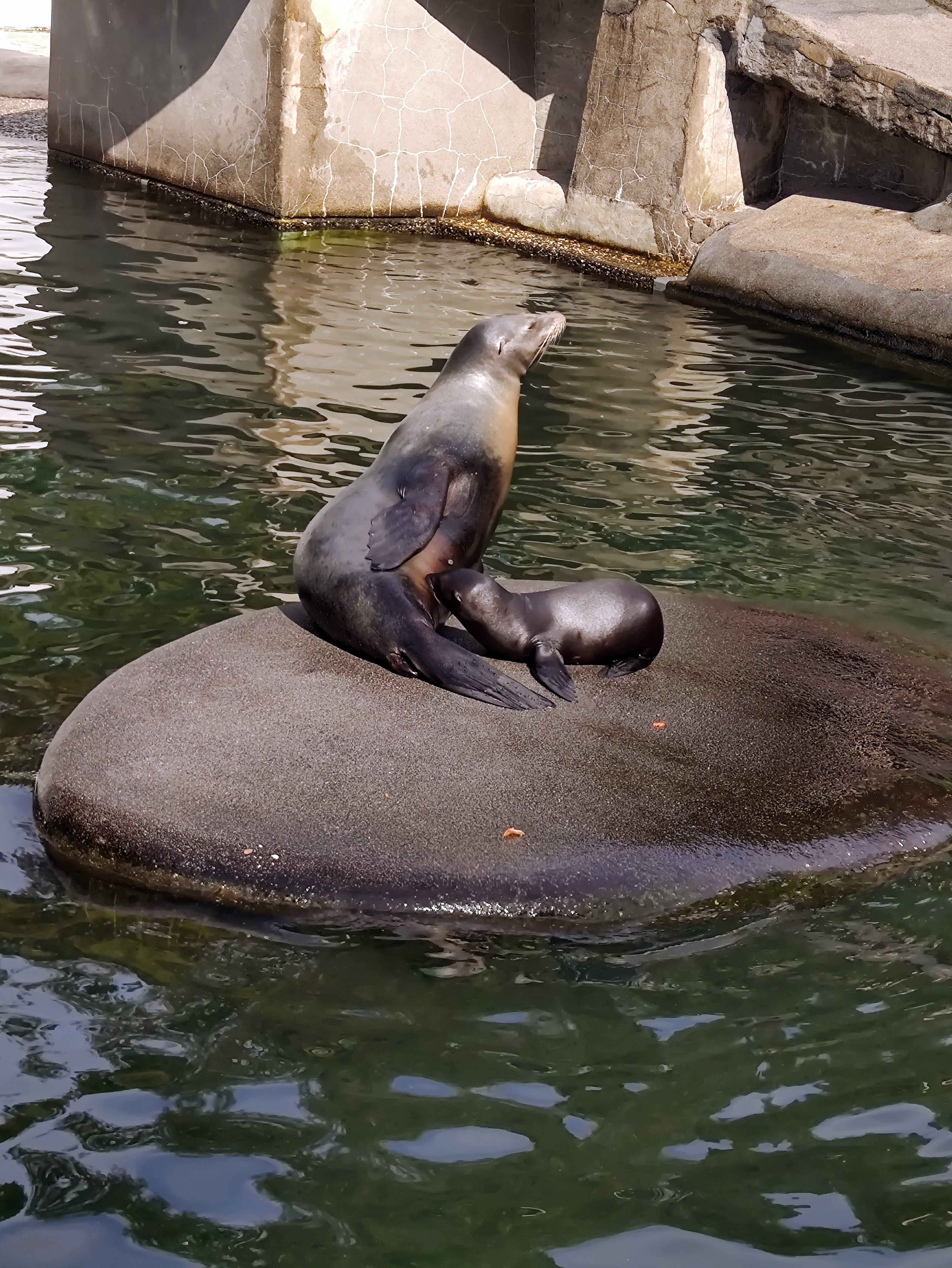
Kalifornischer Seelöwe, Mutter säugt Jungtier

Bei allen Ohrenrobben wachen die Männchen, Bullen genannt, in den Kolonien über einen Harem von Weibchen (Kühe). An den Paarungsstätten treffen stets zuerst die Bullen ein. Hier streiten sie um die Plätze, was oft in blutigen Kämpfen geschieht, die manchmal auch zum Tod einzelner Tiere führen. Schwächere Bullen werden dabei an unattraktive Plätze am Rand der Kolonie oder im Landesinneren gedrängt, während die stärksten Männchen die besten Plätze am Ufer ergattern. Wenn die Weibchen eintreffen, sind die Territorien festgelegt, die stärksten Bullen können nun über bis zu 80 Kühe wachen. Dennoch müssen sie ihr beanspruchtes Gebiet permanent aktiv verteidigen und Nachbarn durch Drohgebärden von der Ausdehnung ihres Territoriums abhalten; bei gelegentlichen Kämpfen werden regelmäßig Jungtiere zu Tode getrampelt. Da ein vorübergehendes Verlassen ihres Territoriums einer vollständigen Aufgabe gleichkäme, müssen die Männchen für bis zu zehn Wochen ganz auf Nahrung verzichten und leben in dieser Zeit von ihren Fettreserven. Dieser Faktor hat vermutlich wesentlich zu den deutlichen Unterschieden in Gewicht und Größe zwischen den Geschlechtern beigetragen. Wegen der extremen Anforderungen, welche die Eroberung und Verteidigung eines Territoriums mit sich bringt, sind die meisten Bullen allenfalls für zwei oder drei Jahre in der Lage, ihren Status zu wahren und werden danach von jüngeren Tieren verdrängt.
Zunächst bringen die Kühe jedoch zwei bis drei Tage nach ihrer Ankunft die im Vorjahr gezeugten Jungen zur Welt. Ihre Tragzeit beträgt gewöhnlich etwa 11 bis 12 Monate, kann aber bei Australischen Seelöwen (Neophoca cinerea) bis zu 18 Monate andauern; fast immer wird nur ein Junges geboren. Es trägt bei seiner Geburt ein besonders dichtes Fell, das gegen Auskühlung schützt und als Lanugo bezeichnet wird. Erst nach zwei bis drei Monaten wird es durch das Erwachsenenfell ersetzt. Neugeborene sind sofort in der Lage zu schwimmen und können sich innerhalb einer halben Stunde auch an Land holprig fortbewegen.
Etwa eine Woche später paaren sich die Kühe dann mit dem Bullen ihres Territoriums, dessen Aggression nun auf dem Höhepunkt ist. Kühe, die ein Territorium verlassen wollen, werden in dieser Zeit oft mit Gewalt daran gehindert. Erst nach der Paarung können sie die Kolonie verlassen und auf Nahrungssuche gehen. In regelmäßigen Abständen kehren sie an Land zurück, um ihren Nachwuchs zu versorgen.
Über einen Zeitraum von vier bis sechs Monaten wird das Junge nun von seiner Mutter gesäugt. Die Kommunikation zwischen ihr und ihrem Kind findet vor allem durch Laute statt: Jedes Jungtier hat seinen eigenen charakteristischen Ruf, mit dem es auf Lautäußerungen der Mutter antwortet und den die Mutter aus dem Lärm einer größeren Gruppe von Tieren heraushören kann. Anhand des Geruchs wird die Identität des Nachwuchses bestätigt.
Anders als bei den Hundsrobben wird die Mutter-Kind-Beziehung über einen längeren Zeitraum hinweg aufrechterhalten. Manche Jungtiere erhalten sogar noch unregelmäßig Milch, nachdem ihre Mutter das nächste Junge geboren hat. Von Stellerschen Seelöwen (Eumetopias jubatus) ist sogar bekannt, dass Kühe gleichzeitig drei Jungtiere aus drei aufeinander folgenden Jahren säugen können. Das jüngste Tier ist in diesen Fällen aber immer in der schlechtesten Ausgangsposition und stirbt oft wegen Nahrungsmangels.
Ohrenrobben können ein Alter von mehr als 20 Jahren erreichen.

## Systematik
Die wissenschaftliche Erstbeschreibung der Ohrenrobben (Otariidae) als Familie erfolgte durch Gray im Jahr 1825. Er ordnete diese neben den von ihm bereits 1821 beschriebenen Hundsrobben (Phocidae) innerhalb der Robben (Pinnipedia) ein, 1880 wurde zudem durch Joel Asaph Allen das Walross einer eigenen Familie mit dem Namen Odobenidae innerhalb der Robben etabliert. Alle Robben wiederum werden den Hundeartigen Raubtieren (Caniformia) zugeordnet. Die Ohrenrobben bilden eine natürliche Verwandtschaftsgruppe (monophyletische Gruppe) und umfassen entsprechend alle Nachkommen eines gemeinsamen Vorfahren. Historisch wurden diese Gattungen in zwei Unterfamilien eingeordnet, den Arctocephalinae mit den beiden als „Seebären“ bezeichneten Gattungen und den Otariinae mit den restlichen als „Seelöwen“ bezeichneten Gattungen. Unterschieden wurden sie dabei vor allem danach, ob sie ein dichtes Fell mit Unterwolle besitzen oder nicht.
Die Familie wird in sieben Gattungen mit 15 rezenten Arten eingeteilt:

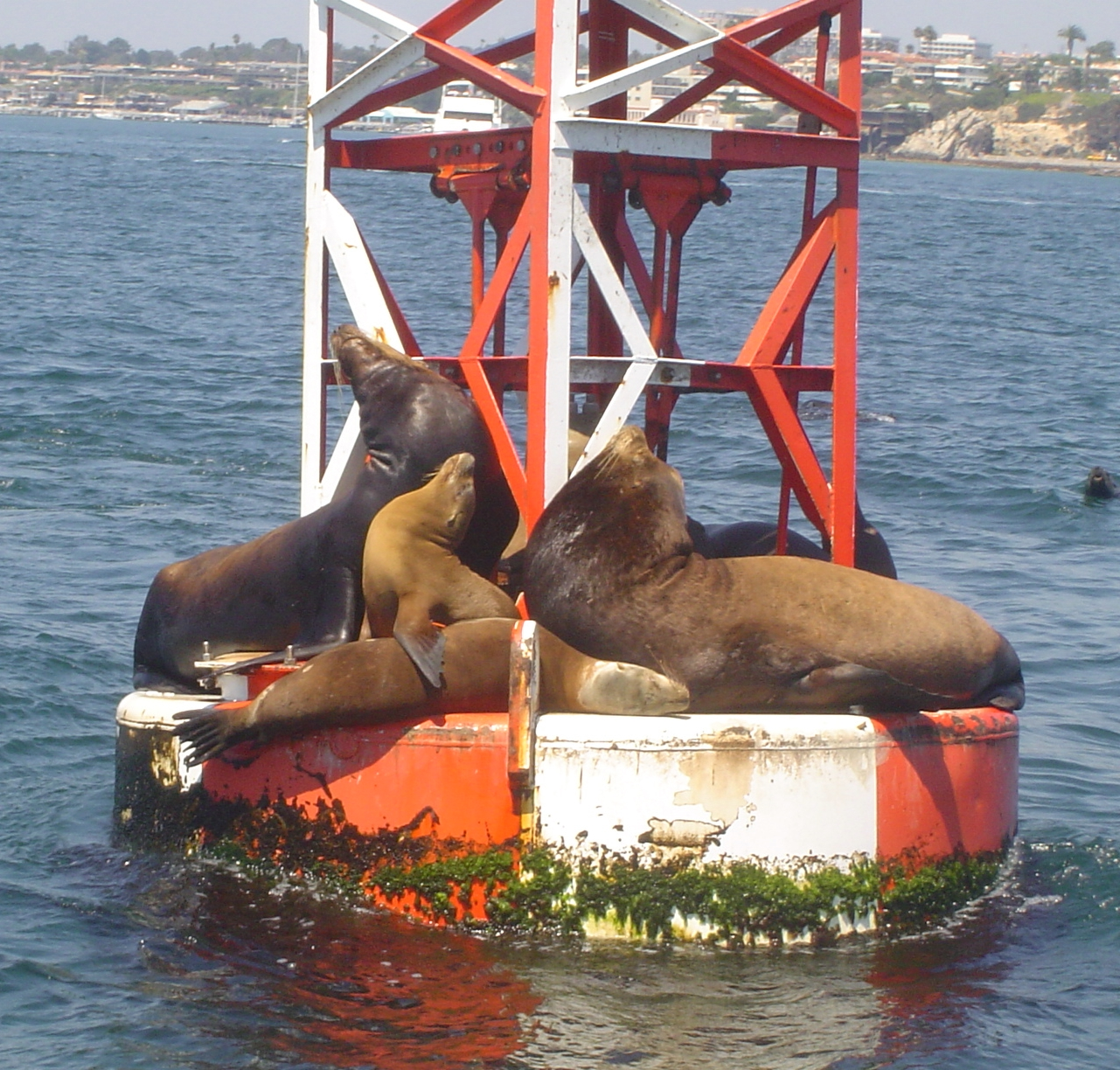
Kalifornische Seelöwen auf einer Boje

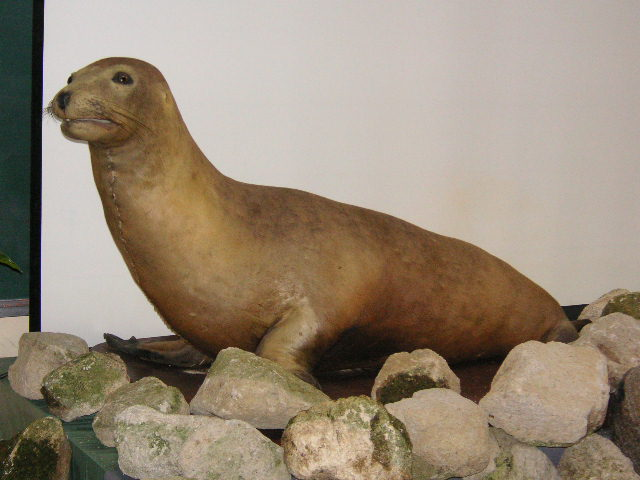
Ausgestopftes Exemplar des ausgestorbenen Japanischen Seelöwen

- Gattung Nördliche Seebären (Callorhinus)
  - Nördlicher Seebär (Callorhinus ursinus)
- Gattung Südliche Seebären (Arctocephalus)
  - Guadalupe-Seebär (Arctocephalus townsendi)
  - Juan-Fernández-Seebär (Arctocephalus philippii)
  - Galápagos-Seebär (Arctocephalus galapagoensis)
  - Südamerikanischer Seebär (Arctocephalus australis)
  - Subantarktischer Seebär (Arctocephalus tropicalis)
  - Antarktischer Seebär (Arctocephalus gazella)
  - Neuseeländischer Seebär (Arctocephalus forsteri)
  - Südafrikanischer Seebär (Arctocephalus pusillus)
- Gattung Eumetopias
  - Stellerscher Seelöwe (Eumetopias jubatus)
- Gattung Otaria
  - Mähnenrobbe (Otaria flavescens)
- Gattung Zalophus
  - Kalifornischer Seelöwe (Zalophus californianus)
  - Galápagos-Seelöwe (Zalophus wollebaeki)
  - Japanischer Seelöwe (Zalophus japonicus) †
- Gattung Neophoca
  - Australischer Seelöwe (Neophoca cinerea)
- Gattung Phocarctos
  - Neuseeländischer Seelöwe (Phocarctos hookeri)

Der Japanische Seelöwe (Zalophus japonicus) gilt seit Mitte des 20. Jahrhunderts als ausgestorben, wurde jedoch bei Wilson & Reeder 2005 noch als rezente Art gelistet.
Eine taxonomische Unterteilung in Seebären und Seelöwen gilt als veraltet, da sie nur auf dem Merkmal der Behaarung beruht, die bei Seebären sehr ausgeprägt und bei Seelöwen eher spärlich ist. 2009 wurde eine umfassende molekulargenetische Analyse zur Revision der Verwandtschaftsverhältnisse aller Ohrenrobben vorgenommen. Dabei wurde bestätigt, dass der Nördliche Seebär eine basale Art ist, die sich vor etwa 11 Millionen Jahren von der Hauptevolutionslinie der Ohrenrobben getrennt hat. Die meisten übrigen Arten diversifizierten sich vor 7 bis 4 Millionen voneinander.
Das folgende Kladogramm zeigt die Ergebnisse der Studie:
| Zalophus                | \| \| Kalifornischer Seelöwe (Zalophus californianus) \| \| \| \| \| \| Galápagos-Seelöwe (Zalophus wollebaeki) \| \| \| \| \| \| Japanischer Seelöwe (Zalophus japonicus) \| \| Vorlage:Klade/Wartung/3 \| \| |
|                         | \| \| Kalifornischer Seelöwe (Zalophus californianus) \| \| \| \| \| \| Galápagos-Seelöwe (Zalophus wollebaeki) \| \| \| \| \| \| Japanischer Seelöwe (Zalophus japonicus) \| \| Vorlage:Klade/Wartung/3 \| \| |
|                         | Stellerscher Seelöwe (Eumetopias jubatus) |
|                         | |
|                         | Kalifornischer Seelöwe (Zalophus californianus) |
|                         | |
|                         | Galápagos-Seelöwe (Zalophus wollebaeki) |
|                         | |
|                         | Japanischer Seelöwe (Zalophus japonicus) |
| Vorlage:Klade/Wartung/3 | |

|                         | Kalifornischer Seelöwe (Zalophus californianus) |
|                         |                                                 |
|                         | Galápagos-Seelöwe (Zalophus wollebaeki)         |
|                         |                                                 |
|                         | Japanischer Seelöwe (Zalophus japonicus)        |
| Vorlage:Klade/Wartung/3 |                                                 |

|  | Südafrikanischer Seebär (Arctocephalus pusillus)   |
|  |                                                    |
|  | Subantarktischer Seebär (Arctocephalus tropicalis) |
|  |                                                    |

|  | Australischer Seelöwe (Neophoca cinerea)      |
|  |                                               |
|  | Neuseeländischer Seelöwe (Phocarctos hookeri) |
|  |                                               |

|  | Juan-Fernández-Seebär (Arctocephalus philippii) |
|  |                                                 |
|  | Guadalupe-Seebär (Arctocephalus townsendi)      |
|  |                                                 |

|                         | Galápagos-Seebär (Arctocephalus galapagoensis)     |
|                         |                                                    |
|                         | Südamerikanischer Seebär (Arctocephalus australis) |
|                         |                                                    |
|                         | Neuseeländischer Seebär (Arctocephalus forsteri)   |
| Vorlage:Klade/Wartung/3 |                                                    |

|  | Juan-Fernández-Seebär (Arctocephalus philippii) |
|  |                                                 |
|  | Guadalupe-Seebär (Arctocephalus townsendi)      |
|  |                                                 |

|                         | Galápagos-Seebär (Arctocephalus galapagoensis)     |
|                         |                                                    |
|                         | Südamerikanischer Seebär (Arctocephalus australis) |
|                         |                                                    |
|                         | Neuseeländischer Seebär (Arctocephalus forsteri)   |
| Vorlage:Klade/Wartung/3 |                                                    |

|  | Australischer Seelöwe (Neophoca cinerea)      |
|  |                                               |
|  | Neuseeländischer Seelöwe (Phocarctos hookeri) |
|  |                                               |

|  | Juan-Fernández-Seebär (Arctocephalus philippii) |
|  |                                                 |
|  | Guadalupe-Seebär (Arctocephalus townsendi)      |
|  |                                                 |

|                         | Galápagos-Seebär (Arctocephalus galapagoensis)     |
|                         |                                                    |
|                         | Südamerikanischer Seebär (Arctocephalus australis) |
|                         |                                                    |
|                         | Neuseeländischer Seebär (Arctocephalus forsteri)   |
| Vorlage:Klade/Wartung/3 |                                                    |

|  | Juan-Fernández-Seebär (Arctocephalus philippii) |
|  |                                                 |
|  | Guadalupe-Seebär (Arctocephalus townsendi)      |
|  |                                                 |

|                         | Galápagos-Seebär (Arctocephalus galapagoensis)     |
|                         |                                                    |
|                         | Südamerikanischer Seebär (Arctocephalus australis) |
|                         |                                                    |
|                         | Neuseeländischer Seebär (Arctocephalus forsteri)   |
| Vorlage:Klade/Wartung/3 |                                                    |

|  | Südafrikanischer Seebär (Arctocephalus pusillus)   |
|  |                                                    |
|  | Subantarktischer Seebär (Arctocephalus tropicalis) |
|  |                                                    |

|  | Australischer Seelöwe (Neophoca cinerea)      |
|  |                                               |
|  | Neuseeländischer Seelöwe (Phocarctos hookeri) |
|  |                                               |

|  | Juan-Fernández-Seebär (Arctocephalus philippii) |
|  |                                                 |
|  | Guadalupe-Seebär (Arctocephalus townsendi)      |
|  |                                                 |

|                         | Galápagos-Seebär (Arctocephalus galapagoensis)     |
|                         |                                                    |
|                         | Südamerikanischer Seebär (Arctocephalus australis) |
|                         |                                                    |
|                         | Neuseeländischer Seebär (Arctocephalus forsteri)   |
| Vorlage:Klade/Wartung/3 |                                                    |

|  | Juan-Fernández-Seebär (Arctocephalus philippii) |
|  |                                                 |
|  | Guadalupe-Seebär (Arctocephalus townsendi)      |
|  |                                                 |

|                         | Galápagos-Seebär (Arctocephalus galapagoensis)     |
|                         |                                                    |
|                         | Südamerikanischer Seebär (Arctocephalus australis) |
|                         |                                                    |
|                         | Neuseeländischer Seebär (Arctocephalus forsteri)   |
| Vorlage:Klade/Wartung/3 |                                                    |

|  | Australischer Seelöwe (Neophoca cinerea)      |
|  |                                               |
|  | Neuseeländischer Seelöwe (Phocarctos hookeri) |
|  |                                               |

|  | Juan-Fernández-Seebär (Arctocephalus philippii) |
|  |                                                 |
|  | Guadalupe-Seebär (Arctocephalus townsendi)      |
|  |                                                 |

|                         | Galápagos-Seebär (Arctocephalus galapagoensis)     |
|                         |                                                    |
|                         | Südamerikanischer Seebär (Arctocephalus australis) |
|                         |                                                    |
|                         | Neuseeländischer Seebär (Arctocephalus forsteri)   |
| Vorlage:Klade/Wartung/3 |                                                    |

|  | Juan-Fernández-Seebär (Arctocephalus philippii) |
|  |                                                 |
|  | Guadalupe-Seebär (Arctocephalus townsendi)      |
|  |                                                 |

|                         | Galápagos-Seebär (Arctocephalus galapagoensis)     |
|                         |                                                    |
|                         | Südamerikanischer Seebär (Arctocephalus australis) |
|                         |                                                    |
|                         | Neuseeländischer Seebär (Arctocephalus forsteri)   |
| Vorlage:Klade/Wartung/3 |                                                    |

| Zalophus                | \| \| Kalifornischer Seelöwe (Zalophus californianus) \| \| \| \| \| \| Galápagos-Seelöwe (Zalophus wollebaeki) \| \| \| \| \| \| Japanischer Seelöwe (Zalophus japonicus) \| \| Vorlage:Klade/Wartung/3 \| \| |
|                         | \| \| Kalifornischer Seelöwe (Zalophus californianus) \| \| \| \| \| \| Galápagos-Seelöwe (Zalophus wollebaeki) \| \| \| \| \| \| Japanischer Seelöwe (Zalophus japonicus) \| \| Vorlage:Klade/Wartung/3 \| \| |
|                         | Stellerscher Seelöwe (Eumetopias jubatus) |
|                         | |
|                         | Kalifornischer Seelöwe (Zalophus californianus) |
|                         | |
|                         | Galápagos-Seelöwe (Zalophus wollebaeki) |
|                         | |
|                         | Japanischer Seelöwe (Zalophus japonicus) |
| Vorlage:Klade/Wartung/3 | |

|                         | Kalifornischer Seelöwe (Zalophus californianus) |
|                         |                                                 |
|                         | Galápagos-Seelöwe (Zalophus wollebaeki)         |
|                         |                                                 |
|                         | Japanischer Seelöwe (Zalophus japonicus)        |
| Vorlage:Klade/Wartung/3 |                                                 |

|  | Südafrikanischer Seebär (Arctocephalus pusillus)   |
|  |                                                    |
|  | Subantarktischer Seebär (Arctocephalus tropicalis) |
|  |                                                    |

|  | Australischer Seelöwe (Neophoca cinerea)      |
|  |                                               |
|  | Neuseeländischer Seelöwe (Phocarctos hookeri) |
|  |                                               |

|  | Juan-Fernández-Seebär (Arctocephalus philippii) |
|  |                                                 |
|  | Guadalupe-Seebär (Arctocephalus townsendi)      |
|  |                                                 |

|                         | Galápagos-Seebär (Arctocephalus galapagoensis)     |
|                         |                                                    |
|                         | Südamerikanischer Seebär (Arctocephalus australis) |
|                         |                                                    |
|                         | Neuseeländischer Seebär (Arctocephalus forsteri)   |
| Vorlage:Klade/Wartung/3 |                                                    |

|  | Juan-Fernández-Seebär (Arctocephalus philippii) |
|  |                                                 |
|  | Guadalupe-Seebär (Arctocephalus townsendi)      |
|  |                                                 |

|                         | Galápagos-Seebär (Arctocephalus galapagoensis)     |
|                         |                                                    |
|                         | Südamerikanischer Seebär (Arctocephalus australis) |
|                         |                                                    |
|                         | Neuseeländischer Seebär (Arctocephalus forsteri)   |
| Vorlage:Klade/Wartung/3 |                                                    |

|  | Australischer Seelöwe (Neophoca cinerea)      |
|  |                                               |
|  | Neuseeländischer Seelöwe (Phocarctos hookeri) |
|  |                                               |

|  | Juan-Fernández-Seebär (Arctocephalus philippii) |
|  |                                                 |
|  | Guadalupe-Seebär (Arctocephalus townsendi)      |
|  |                                                 |

|                         | Galápagos-Seebär (Arctocephalus galapagoensis)     |
|                         |                                                    |
|                         | Südamerikanischer Seebär (Arctocephalus australis) |
|                         |                                                    |
|                         | Neuseeländischer Seebär (Arctocephalus forsteri)   |
| Vorlage:Klade/Wartung/3 |                                                    |

|  | Juan-Fernández-Seebär (Arctocephalus philippii) |
|  |                                                 |
|  | Guadalupe-Seebär (Arctocephalus townsendi)      |
|  |                                                 |

|                         | Galápagos-Seebär (Arctocephalus galapagoensis)     |
|                         |                                                    |
|                         | Südamerikanischer Seebär (Arctocephalus australis) |
|                         |                                                    |
|                         | Neuseeländischer Seebär (Arctocephalus forsteri)   |
| Vorlage:Klade/Wartung/3 |                                                    |

|  | Südafrikanischer Seebär (Arctocephalus pusillus)   |
|  |                                                    |
|  | Subantarktischer Seebär (Arctocephalus tropicalis) |
|  |                                                    |

|  | Australischer Seelöwe (Neophoca cinerea)      |
|  |                                               |
|  | Neuseeländischer Seelöwe (Phocarctos hookeri) |
|  |                                               |

|  | Juan-Fernández-Seebär (Arctocephalus philippii) |
|  |                                                 |
|  | Guadalupe-Seebär (Arctocephalus townsendi)      |
|  |                                                 |

|                         | Galápagos-Seebär (Arctocephalus galapagoensis)     |
|                         |                                                    |
|                         | Südamerikanischer Seebär (Arctocephalus australis) |
|                         |                                                    |
|                         | Neuseeländischer Seebär (Arctocephalus forsteri)   |
| Vorlage:Klade/Wartung/3 |                                                    |

|  | Juan-Fernández-Seebär (Arctocephalus philippii) |
|  |                                                 |
|  | Guadalupe-Seebär (Arctocephalus townsendi)      |
|  |                                                 |

|                         | Galápagos-Seebär (Arctocephalus galapagoensis)     |
|                         |                                                    |
|                         | Südamerikanischer Seebär (Arctocephalus australis) |
|                         |                                                    |
|                         | Neuseeländischer Seebär (Arctocephalus forsteri)   |
| Vorlage:Klade/Wartung/3 |                                                    |

|  | Australischer Seelöwe (Neophoca cinerea)      |
|  |                                               |
|  | Neuseeländischer Seelöwe (Phocarctos hookeri) |
|  |                                               |

|  | Juan-Fernández-Seebär (Arctocephalus philippii) |
|  |                                                 |
|  | Guadalupe-Seebär (Arctocephalus townsendi)      |
|  |                                                 |

|                         | Galápagos-Seebär (Arctocephalus galapagoensis)     |
|                         |                                                    |
|                         | Südamerikanischer Seebär (Arctocephalus australis) |
|                         |                                                    |
|                         | Neuseeländischer Seebär (Arctocephalus forsteri)   |
| Vorlage:Klade/Wartung/3 |                                                    |

|  | Juan-Fernández-Seebär (Arctocephalus philippii) |
|  |                                                 |
|  | Guadalupe-Seebär (Arctocephalus townsendi)      |
|  |                                                 |

|                         | Galápagos-Seebär (Arctocephalus galapagoensis)     |
|                         |                                                    |
|                         | Südamerikanischer Seebär (Arctocephalus australis) |
|                         |                                                    |
|                         | Neuseeländischer Seebär (Arctocephalus forsteri)   |
| Vorlage:Klade/Wartung/3 |                                                    |

| Zalophus                | \| \| Kalifornischer Seelöwe (Zalophus californianus) \| \| \| \| \| \| Galápagos-Seelöwe (Zalophus wollebaeki) \| \| \| \| \| \| Japanischer Seelöwe (Zalophus japonicus) \| \| Vorlage:Klade/Wartung/3 \| \| |
|                         | \| \| Kalifornischer Seelöwe (Zalophus californianus) \| \| \| \| \| \| Galápagos-Seelöwe (Zalophus wollebaeki) \| \| \| \| \| \| Japanischer Seelöwe (Zalophus japonicus) \| \| Vorlage:Klade/Wartung/3 \| \| |
|                         | Stellerscher Seelöwe (Eumetopias jubatus) |
|                         | |
|                         | Kalifornischer Seelöwe (Zalophus californianus) |
|                         | |
|                         | Galápagos-Seelöwe (Zalophus wollebaeki) |
|                         | |
|                         | Japanischer Seelöwe (Zalophus japonicus) |
| Vorlage:Klade/Wartung/3 | |

|                         | Kalifornischer Seelöwe (Zalophus californianus) |
|                         |                                                 |
|                         | Galápagos-Seelöwe (Zalophus wollebaeki)         |
|                         |                                                 |
|                         | Japanischer Seelöwe (Zalophus japonicus)        |
| Vorlage:Klade/Wartung/3 |                                                 |

|  | Südafrikanischer Seebär (Arctocephalus pusillus)   |
|  |                                                    |
|  | Subantarktischer Seebär (Arctocephalus tropicalis) |
|  |                                                    |

|  | Australischer Seelöwe (Neophoca cinerea)      |
|  |                                               |
|  | Neuseeländischer Seelöwe (Phocarctos hookeri) |
|  |                                               |

|  | Juan-Fernández-Seebär (Arctocephalus philippii) |
|  |                                                 |
|  | Guadalupe-Seebär (Arctocephalus townsendi)      |
|  |                                                 |

|                         | Galápagos-Seebär (Arctocephalus galapagoensis)     |
|                         |                                                    |
|                         | Südamerikanischer Seebär (Arctocephalus australis) |
|                         |                                                    |
|                         | Neuseeländischer Seebär (Arctocephalus forsteri)   |
| Vorlage:Klade/Wartung/3 |                                                    |

|  | Juan-Fernández-Seebär (Arctocephalus philippii) |
|  |                                                 |
|  | Guadalupe-Seebär (Arctocephalus townsendi)      |
|  |                                                 |

|                         | Galápagos-Seebär (Arctocephalus galapagoensis)     |
|                         |                                                    |
|                         | Südamerikanischer Seebär (Arctocephalus australis) |
|                         |                                                    |
|                         | Neuseeländischer Seebär (Arctocephalus forsteri)   |
| Vorlage:Klade/Wartung/3 |                                                    |

|  | Australischer Seelöwe (Neophoca cinerea)      |
|  |                                               |
|  | Neuseeländischer Seelöwe (Phocarctos hookeri) |
|  |                                               |

|  | Juan-Fernández-Seebär (Arctocephalus philippii) |
|  |                                                 |
|  | Guadalupe-Seebär (Arctocephalus townsendi)      |
|  |                                                 |

|                         | Galápagos-Seebär (Arctocephalus galapagoensis)     |
|                         |                                                    |
|                         | Südamerikanischer Seebär (Arctocephalus australis) |
|                         |                                                    |
|                         | Neuseeländischer Seebär (Arctocephalus forsteri)   |
| Vorlage:Klade/Wartung/3 |                                                    |

|  | Juan-Fernández-Seebär (Arctocephalus philippii) |
|  |                                                 |
|  | Guadalupe-Seebär (Arctocephalus townsendi)      |
|  |                                                 |

|                         | Galápagos-Seebär (Arctocephalus galapagoensis)     |
|                         |                                                    |
|                         | Südamerikanischer Seebär (Arctocephalus australis) |
|                         |                                                    |
|                         | Neuseeländischer Seebär (Arctocephalus forsteri)   |
| Vorlage:Klade/Wartung/3 |                                                    |

|  | Südafrikanischer Seebär (Arctocephalus pusillus)   |
|  |                                                    |
|  | Subantarktischer Seebär (Arctocephalus tropicalis) |
|  |                                                    |

|  | Australischer Seelöwe (Neophoca cinerea)      |
|  |                                               |
|  | Neuseeländischer Seelöwe (Phocarctos hookeri) |
|  |                                               |

|  | Juan-Fernández-Seebär (Arctocephalus philippii) |
|  |                                                 |
|  | Guadalupe-Seebär (Arctocephalus townsendi)      |
|  |                                                 |

|                         | Galápagos-Seebär (Arctocephalus galapagoensis)     |
|                         |                                                    |
|                         | Südamerikanischer Seebär (Arctocephalus australis) |
|                         |                                                    |
|                         | Neuseeländischer Seebär (Arctocephalus forsteri)   |
| Vorlage:Klade/Wartung/3 |                                                    |

|  | Juan-Fernández-Seebär (Arctocephalus philippii) |
|  |                                                 |
|  | Guadalupe-Seebär (Arctocephalus townsendi)      |
|  |                                                 |

|                         | Galápagos-Seebär (Arctocephalus galapagoensis)     |
|                         |                                                    |
|                         | Südamerikanischer Seebär (Arctocephalus australis) |
|                         |                                                    |
|                         | Neuseeländischer Seebär (Arctocephalus forsteri)   |
| Vorlage:Klade/Wartung/3 |                                                    |

|  | Australischer Seelöwe (Neophoca cinerea)      |
|  |                                               |
|  | Neuseeländischer Seelöwe (Phocarctos hookeri) |
|  |                                               |

|  | Juan-Fernández-Seebär (Arctocephalus philippii) |
|  |                                                 |
|  | Guadalupe-Seebär (Arctocephalus townsendi)      |
|  |                                                 |

|                         | Galápagos-Seebär (Arctocephalus galapagoensis)     |
|                         |                                                    |
|                         | Südamerikanischer Seebär (Arctocephalus australis) |
|                         |                                                    |
|                         | Neuseeländischer Seebär (Arctocephalus forsteri)   |
| Vorlage:Klade/Wartung/3 |                                                    |

|  | Juan-Fernández-Seebär (Arctocephalus philippii) |
|  |                                                 |
|  | Guadalupe-Seebär (Arctocephalus townsendi)      |
|  |                                                 |

|                         | Galápagos-Seebär (Arctocephalus galapagoensis)     |
|                         |                                                    |
|                         | Südamerikanischer Seebär (Arctocephalus australis) |
|                         |                                                    |
|                         | Neuseeländischer Seebär (Arctocephalus forsteri)   |
| Vorlage:Klade/Wartung/3 |                                                    |

| Zalophus                | \| \| Kalifornischer Seelöwe (Zalophus californianus) \| \| \| \| \| \| Galápagos-Seelöwe (Zalophus wollebaeki) \| \| \| \| \| \| Japanischer Seelöwe (Zalophus japonicus) \| \| Vorlage:Klade/Wartung/3 \| \| |
|                         | \| \| Kalifornischer Seelöwe (Zalophus californianus) \| \| \| \| \| \| Galápagos-Seelöwe (Zalophus wollebaeki) \| \| \| \| \| \| Japanischer Seelöwe (Zalophus japonicus) \| \| Vorlage:Klade/Wartung/3 \| \| |
|                         | Stellerscher Seelöwe (Eumetopias jubatus) |
|                         | |
|                         | Kalifornischer Seelöwe (Zalophus californianus) |
|                         | |
|                         | Galápagos-Seelöwe (Zalophus wollebaeki) |
|                         | |
|                         | Japanischer Seelöwe (Zalophus japonicus) |
| Vorlage:Klade/Wartung/3 | |

|                         | Kalifornischer Seelöwe (Zalophus californianus) |
|                         |                                                 |
|                         | Galápagos-Seelöwe (Zalophus wollebaeki)         |
|                         |                                                 |
|                         | Japanischer Seelöwe (Zalophus japonicus)        |
| Vorlage:Klade/Wartung/3 |                                                 |

|  | Südafrikanischer Seebär (Arctocephalus pusillus)   |
|  |                                                    |
|  | Subantarktischer Seebär (Arctocephalus tropicalis) |
|  |                                                    |

|  | Australischer Seelöwe (Neophoca cinerea)      |
|  |                                               |
|  | Neuseeländischer Seelöwe (Phocarctos hookeri) |
|  |                                               |

|  | Juan-Fernández-Seebär (Arctocephalus philippii) |
|  |                                                 |
|  | Guadalupe-Seebär (Arctocephalus townsendi)      |
|  |                                                 |

|                         | Galápagos-Seebär (Arctocephalus galapagoensis)     |
|                         |                                                    |
|                         | Südamerikanischer Seebär (Arctocephalus australis) |
|                         |                                                    |
|                         | Neuseeländischer Seebär (Arctocephalus forsteri)   |
| Vorlage:Klade/Wartung/3 |                                                    |

|  | Juan-Fernández-Seebär (Arctocephalus philippii) |
|  |                                                 |
|  | Guadalupe-Seebär (Arctocephalus townsendi)      |
|  |                                                 |

|                         | Galápagos-Seebär (Arctocephalus galapagoensis)     |
|                         |                                                    |
|                         | Südamerikanischer Seebär (Arctocephalus australis) |
|                         |                                                    |
|                         | Neuseeländischer Seebär (Arctocephalus forsteri)   |
| Vorlage:Klade/Wartung/3 |                                                    |

|  | Australischer Seelöwe (Neophoca cinerea)      |
|  |                                               |
|  | Neuseeländischer Seelöwe (Phocarctos hookeri) |
|  |                                               |

|  | Juan-Fernández-Seebär (Arctocephalus philippii) |
|  |                                                 |
|  | Guadalupe-Seebär (Arctocephalus townsendi)      |
|  |                                                 |

|                         | Galápagos-Seebär (Arctocephalus galapagoensis)     |
|                         |                                                    |
|                         | Südamerikanischer Seebär (Arctocephalus australis) |
|                         |                                                    |
|                         | Neuseeländischer Seebär (Arctocephalus forsteri)   |
| Vorlage:Klade/Wartung/3 |                                                    |

|  | Juan-Fernández-Seebär (Arctocephalus philippii) |
|  |                                                 |
|  | Guadalupe-Seebär (Arctocephalus townsendi)      |
|  |                                                 |

|                         | Galápagos-Seebär (Arctocephalus galapagoensis)     |
|                         |                                                    |
|                         | Südamerikanischer Seebär (Arctocephalus australis) |
|                         |                                                    |
|                         | Neuseeländischer Seebär (Arctocephalus forsteri)   |
| Vorlage:Klade/Wartung/3 |                                                    |

|  | Südafrikanischer Seebär (Arctocephalus pusillus)   |
|  |                                                    |
|  | Subantarktischer Seebär (Arctocephalus tropicalis) |
|  |                                                    |

|  | Australischer Seelöwe (Neophoca cinerea)      |
|  |                                               |
|  | Neuseeländischer Seelöwe (Phocarctos hookeri) |
|  |                                               |

|  | Juan-Fernández-Seebär (Arctocephalus philippii) |
|  |                                                 |
|  | Guadalupe-Seebär (Arctocephalus townsendi)      |
|  |                                                 |

|                         | Galápagos-Seebär (Arctocephalus galapagoensis)     |
|                         |                                                    |
|                         | Südamerikanischer Seebär (Arctocephalus australis) |
|                         |                                                    |
|                         | Neuseeländischer Seebär (Arctocephalus forsteri)   |
| Vorlage:Klade/Wartung/3 |                                                    |

|  | Juan-Fernández-Seebär (Arctocephalus philippii) |
|  |                                                 |
|  | Guadalupe-Seebär (Arctocephalus townsendi)      |
|  |                                                 |

|                         | Galápagos-Seebär (Arctocephalus galapagoensis)     |
|                         |                                                    |
|                         | Südamerikanischer Seebär (Arctocephalus australis) |
|                         |                                                    |
|                         | Neuseeländischer Seebär (Arctocephalus forsteri)   |
| Vorlage:Klade/Wartung/3 |                                                    |

|  | Australischer Seelöwe (Neophoca cinerea)      |
|  |                                               |
|  | Neuseeländischer Seelöwe (Phocarctos hookeri) |
|  |                                               |

|  | Juan-Fernández-Seebär (Arctocephalus philippii) |
|  |                                                 |
|  | Guadalupe-Seebär (Arctocephalus townsendi)      |
|  |                                                 |

|                         | Galápagos-Seebär (Arctocephalus galapagoensis)     |
|                         |                                                    |
|                         | Südamerikanischer Seebär (Arctocephalus australis) |
|                         |                                                    |
|                         | Neuseeländischer Seebär (Arctocephalus forsteri)   |
| Vorlage:Klade/Wartung/3 |                                                    |

|  | Juan-Fernández-Seebär (Arctocephalus philippii) |
|  |                                                 |
|  | Guadalupe-Seebär (Arctocephalus townsendi)      |
|  |                                                 |

|                         | Galápagos-Seebär (Arctocephalus galapagoensis)     |
|                         |                                                    |
|                         | Südamerikanischer Seebär (Arctocephalus australis) |
|                         |                                                    |
|                         | Neuseeländischer Seebär (Arctocephalus forsteri)   |
| Vorlage:Klade/Wartung/3 |                                                    |

Für die sechs letzten Arten wurde vorgeschlagen „Arctophoca“ als neue Gattungsbezeichnung einzuführen. Diese Gattungsbezeichnung wurde bereits 1866 von W.C.H. Peters für die südlichen Seebärenarten vorgeschlagen. Bis 2015 wurde dieser Vorschlag allerdings nicht umgesetzt.

## Stammesgeschichte
Der Ursprung der Robben ist noch nicht abschließend geklärt. Eine Hypothese ist die Annahme, dass sich Robben zweimal unabhängig voneinander innerhalb der Hundeartigen Raubtiere entwickelt haben. Demnach geht man davon aus, dass sich die Hundsrobben von marderartigen Raubtieren entwickelt haben, während die Ohrenrobben gemeinsame Vorfahren mit den Bären besitzen. Damit wären die Robben als Taxon nicht mehr monophyletisch, da sie Vertreter unterschiedlicher Entwicklungslinien umfassen. Demgegenüber steht die Annahme, dass es sich bei den Robben um eine einzelne, monophyletische, Verwandtschaftsgruppe mit einem gemeinsamen Vorfahren handelt. Dieser war wahrscheinlich ein basaler Vertreter der Arctoidea, zu denen neben den Robben dann auch die Bären und die Marderverwandten gehören. Diese Hypothese wird aktuell präferiert und durch genetische und molekularbiologische Untersuchungen gestützt.
Als älteste Vertreter der Robben werden die fünf Arten der Gattung Enaliarctos sowie Pteronarctos betrachtet, die den heutigen Robben in ihren wesentlichen Merkmalen weitgehend entsprechen und bereits vollständig zu Flossen umgewandelte Vorder- und Hinterflossen besitzen. Die Schwestergruppe der Ohrenrobben sind vermutlich die Walrosse (Odobenidae), mit denen sie im Taxon Otarioidea vereinigt sind. Innerhalb der Robben gelten die Ohrenrobben als ursprünglichste Formen, die ältesten bekannten Fossilien beider Robbengruppen sind allerdings ungefähr gleich alt.

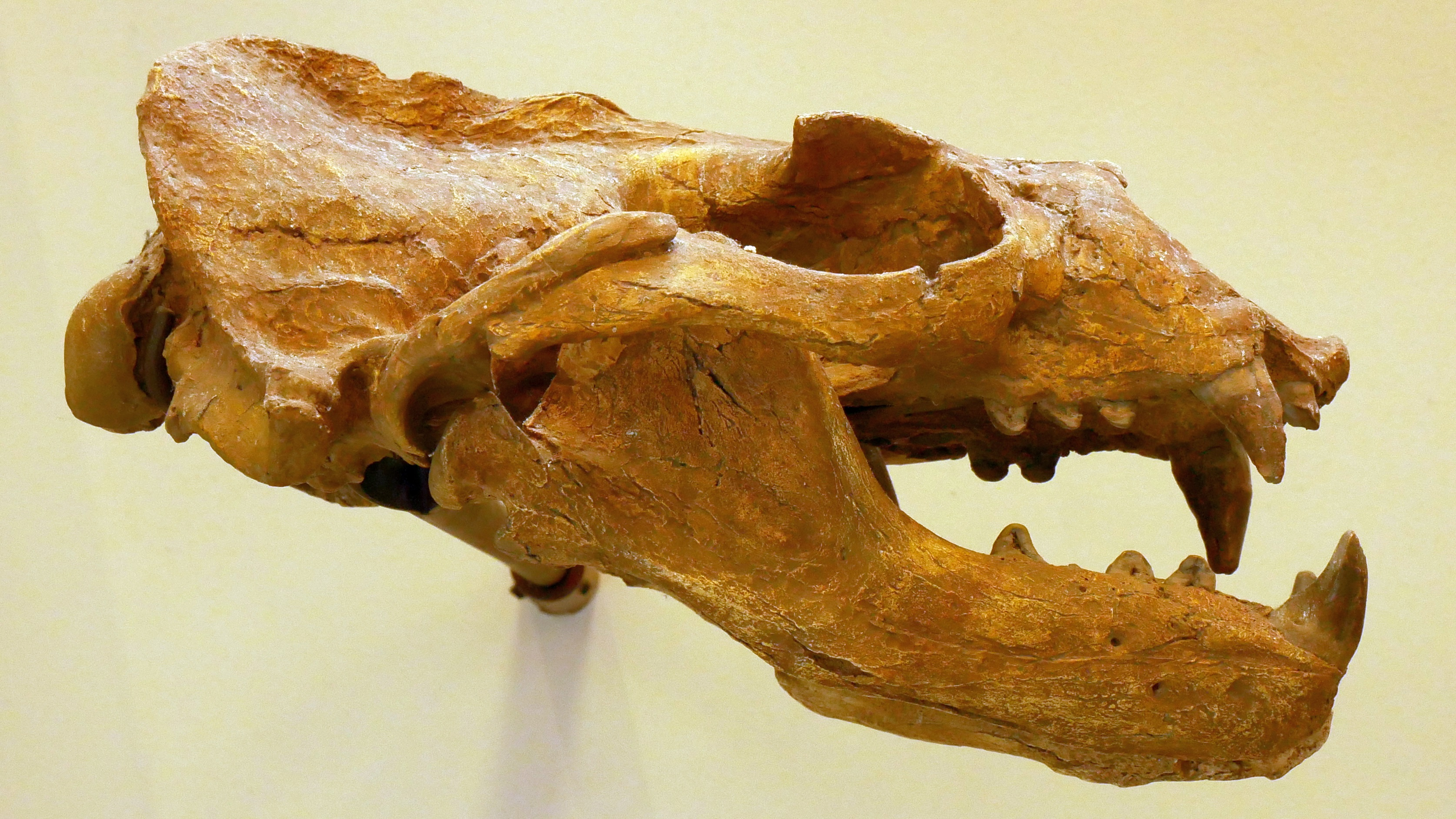
Schädel von Thalassoleon mexicanus

Die ältesten Vertreter der Ohrenrobben stammen aus dem späten Oligozän und dem früher Miozän vor etwa 15 bis 19 Millionen Jahren mit Vertretern, die anhand der Flossenanatomie klar als Ohrenrobben erkennbar sind. Eotaria crypta lebte vor etwa 15 bis 17 Millionen Jahren im mittleren Miozän, Pithanotaria existierte vor etwa 12 bis 13 Millionen Jahren und war mit einer Länge von kaum eineinhalb Metern etwa so groß wie ein Galápagos-Seebär. Aus dem späten Miozän ist Thalassoleon bekannt und war bereits deutlich größer, die Tiere zeigen bereits den typischen Geschlechtsdimorphismus der Gruppe. Alle Arten kamen im Nordpazifik vor der Küste Nordamerikas vor, vor allem an der Küste Kaliforniens, wo sich die Ohrenrobben wahrscheinlich entwickelt haben, und nutzten vermutlich das große Nahrungsangebot der ausgedehnten küstennahen Tangwälder.
Angehörige der Seebärengattungen Callorhinus und Arctocephalus sowie der Seelöwengattung Zalophus tauchten erstmals im unteren Pliozän auf. Alle anderen heute lebenden Gattungen sind fossil erst seit dem Pleistozän vor maximal 2,5 Millionen Jahren belegt und entwickelten sich wahrscheinlich aus Arctocephalus-ähnlichen Vorgängern. Die polygyne Fortpflanzungsweise, bei der ein Männchen sich mit mehreren Weibchen paart, entwickelte sich vermutlich aufgrund der amphibischen Lebensweise: Weil die Weibchen darauf angewiesen sind, ihren Nachwuchs an Land zur Welt zu bringen, sammeln sie sich wegen des oft eingeschränkten Platzes und der Notwendigkeit, in der Nähe des Ufers zu bleiben, auf engstem Raum. Dort können sie dann von den aggressivsten und größten Männchen monopolisiert werden. Aus diesem Grund und wegen der notwendigen Nahrungsreserven war ein großes „Kampfgewicht“ für den evolutionären Erfolg eines Männchens zentral. Die geschlechtsspezifischen Unterschiede lassen sich daher sehr wahrscheinlich durch sexuelle Selektion erklären.
Obwohl die Ausbreitungsgeschichte der Ohrenrobben wohl nie bis in alle Einzelheiten aufgeklärt werden wird, lassen sich die groben Züge heute mit einiger Wahrscheinlichkeit erkennen: Demnach liegt der Ursprung der modernen Ohrenrobben mit den Gattungen Otaria, Zalophus und Eumetopias wie der Robben insgesamt an der amerikanischen Nordpazifikküste. Von dort erweiterte sich ihr Verbreitungsgebiet zunächst nach Norden und Westen, bis sie schließlich auf beiden Seiten des Nordpazifiks zu finden waren. Erst als einige Millionen Jahre später die Landverbindung zwischen Nord- und Südamerika entstand, breiteten sich die Tiere entlang der Westküste Südamerikas nach Süden aus, wo sich die verschiedenen Gattungen der südlichen Hemisphäre ausbildeten. Von dort gelangten sie um das Kap Hoorn herum in den Südatlantik, indem sie der Ostküste Südamerikas nach Norden folgten, bis tropische Gewässer anscheinend ihre weitere Ausbreitung verhinderten. Dem antarktischen Zirkumpolarstrom folgend gelangten andere Populationen wohl nach Südafrika und zu vereinzelten Inseln im südlichen Indischen Ozean. Der von Arten der südlichen Hemisphäre abstammende Guadalupe-Seebär (Arctocephalus townsendi) gelangte parallel zurück in den Nordpazifik in sein heutiges Verbreitungsgebiet. Dieser ersten Radiation folgte vermutlich eine zweite von seelöwenartigen Ohrenrobben, die wiederum ihren Ausgangspunkt im Nordpazifik nahm. Nach kurzer Zeit überschritten einige Populationen den Äquator und breiteten sich ebenso wie ihre seebärenähnlichen Vorgänger um die Südspitze Amerikas herum bis in den Atlantik aus. Die Besiedelung Neuseelands und Australiens erfolgte vermutlich von Südamerika aus.

## Gefährdung und Schutz
Während Seelöwen und Seebären wohl über die gesamte Geschichte der Menschheit hinweg gejagt wurden, bedroht dies erst seit den letzten Jahrhunderten ganze Populationen. Die Verfolgung des Südamerikanischen Seebären begann zwar schon im 16. Jahrhundert, doch die systematische Eliminierung ganzer Kolonien erstreckte sich zumeist auf die folgenden Jahrhunderte. Von 1786 bis 1867 wurden etwa auf den Pribilof Islands im Beringmeer geschätzte 2,5 Millionen Nördliche Seebären getötet, während die Antarktischen Seebären bis Ende des 19. Jahrhunderts beinahe ausgerottet wurden. Zwei Arten, der Guadalupe-Seebär und der Juan-Fernández-Seebär wurden sogar lange als ausgestorben angesehen, bis sie 1954 beziehungsweise 1965 wiederentdeckt wurden. Erst gegen Anfang des 20. Jahrhunderts eingeführte Schutzmaßnahmen besserten die Situation. Zu Beginn des 21. Jahrhunderts geht die Gefährdung weniger von den noch erlaubten Jagden aus, die etwa auf den Aleuten noch in begrenztem Ausmaß gestattet sind. Vielmehr sind die Tiere am meisten von Meeresverschmutzung und Fischerei bedroht.

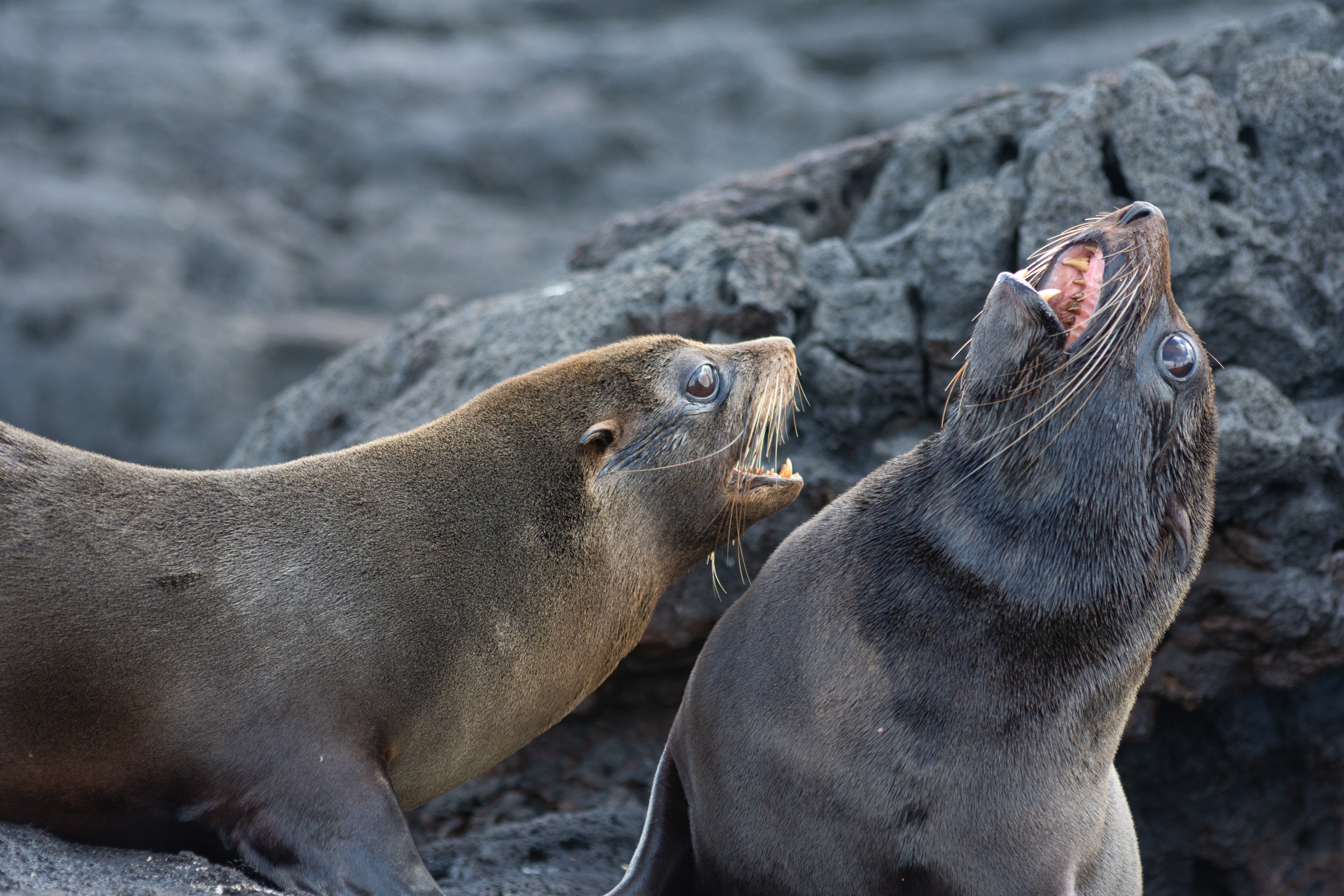
Zwei Galápagos-Seebären auf der Insel Santiago

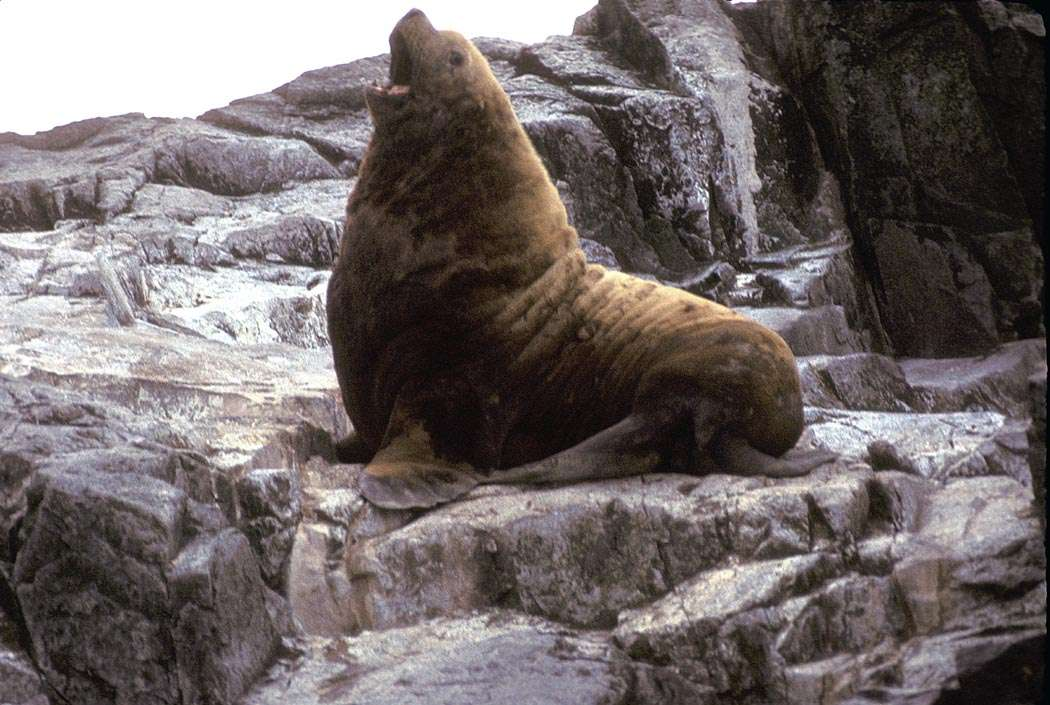
Stellerscher Seelöwe, Bulle

Besonders in den Fettschichten der Tiere reichern sich Spurenelemente wie Kupfer und Selen oder organische Verbindungen wie Butylzinn, Polychlorierte Biphenyle (PCB) und Dichlordiphenyltrichlorethan (DDT) an. Während die Belastung bei Männchen altersabhängig ist, sinkt sie bei säugenden Weibchen, was vermuten lässt, dass die entsprechenden Substanzen in der Muttermilch an die Jungtiere weitergegeben werden. Da zahlreiche Arten mit weit verstreuten Lebensräumen vor Japan, Kalifornien, Alaska oder Sibirien betroffen sind, handelt es sich nicht um ein lokales Problem.
Die industriell organisierte Fischerei hat zahlreiche Fischbestände in einem so rapiden Tempo dezimiert, dass es auch für Robben schwierig ist, noch genug Nahrung zu finden. Für Populationen des Stellerschen Seelöwen in Alaska liegt etwa der Grund für den nachweislichen Rückgang der Individuenzahl mit großer Wahrscheinlichkeit darin, dass viele Jungtiere schlicht verhungern. Ein zweiter Einfluss ist der Fischfang in der Nähe von Robbenkolonien, der oft dazu führt, dass sich die Tiere in den Netzen verheddern und als Beifang verenden. Zumindest dieses Problem wird allerdings zunehmend durch geeignete Fangvorrichtungen und -praktiken verringert.
Die gegenwärtige Gefährdungssituation lässt sich der Roten Liste der International Union for Conservation of Nature (IUCN), der Weltnaturschutzorganisation, entnehmen:
- drei Arten, der Australische Seelöwe (Neophoca cinerea), der Galápagos-Seebär (Arctocephalos galapagoensis) und der Galápagos-Seelöwe (Zalophus wollebaeki) gelten demnach als stark gefährdet (Endangered);
- zwei Arten sind als gefährdet (Vulnerable) gelistet, dies sind der Nördliche Seebär (Callorhinus ursinus) und der Neuseeländische Seelöwe (Phocarctos hookeri);
- zwei weitere Arten werden als gering gefährdet (Near Threatened) angesehen, das sind der Juan-Fernández-Seebär (Arctocephalos phillippi) und der Stellersche Seelöwe (Eumetopias jubatus)[19].

Darüber hinaus stehen acht Arten in diesen Roten Listen, die derzeit mit nicht gefährdet (Least Concern) beurteilt werden.
Der Japanische Seelöwe (Zalophus japonicus) gilt als ausgestorben (Extinct).

## Belege
1. ↑  Thomas R. Loughlin, Thomas S. Gelatt: Steller Sea Lion. In: Encyclopedia of Marine Mammals. Elsevier, 2018, ISBN 978-0-12-804327-1, S. 931–935, doi:10.1016/b978-0-12-804327-1.00245-4 (elsevier.com [abgerufen am 14. Februar 2025]).
2. 1 2 3 4 5 6 7 8 9 10 11 12 13 14 15 16 17 18 19 20 21 22 23 24 25 26 27 28 29 30  „Morphological Aspects“ In: M.A. Webber: Family Otariidae. In: Don E. Wilson, Russell A. Mittermeier: Handbook of the Mammals of the World. 4. Sea Mammals. Lynx Edicions, Barcelona 2014; S. 36–43. ISBN 978-84-96553-93-4.
3. 1 2 3 4 5 6 7 8 9  „Food an Feeding“ In: M.A. Webber: Family Otariidae. In: Don E. Wilson, Russell A. Mittermeier: Handbook of the Mammals of the World. 4. Sea Mammals. Lynx Edicions, Barcelona 2014; S. 52–55. ISBN 978-84-96553-93-4.
4. 1 2 3 4  „Habitat“ In: M.A. Webber: Family Otariidae. In: Don E. Wilson, Russell A. Mittermeier: Handbook of the Mammals of the World. 4. Sea Mammals. Lynx Edicions, Barcelona 2014; S. 43–45. ISBN 978-84-96553-93-4.
5. 1 2 3 4 5 6 7 8  „General Habits“ In: M.A. Webber: Family Otariidae. In: Don E. Wilson, Russell A. Mittermeier: Handbook of the Mammals of the World. 4. Sea Mammals. Lynx Edicions, Barcelona 2014; S. 45–50. ISBN 978-84-96553-93-4.
6. ↑  Sergey D. Ryazanov, Anna D. Kirillova, Natalia B. Laskina, Vladimir N. Burkanov: Infanticide and cannibalism in Steller sea lions (Eumetopias jubatus). Marine Mammal Science, 14. Januar 2017. doi:10.1111/mms.12437.
7. ↑  Tracy Watson: Cannibal Sea Lion Kills and Eats Pup—Never Before Seen, National Geographic, 16. August 2017; abgerufen am 14. Januar 2023.
8. 1 2 3 4 5 6 7 8 9 10 11 12  „Systematics“ In: M.A. Webber: Family Otariidae. In: Don E. Wilson, Russell A. Mittermeier: Handbook of the Mammals of the World. 4. Sea Mammals. Lynx Edicions, Barcelona 2014; S. 34–36. ISBN 978-84-96553-93-4.
9. 1 2 3 4  Otariidae. In: Don E. Wilson, DeeAnn M. Reeder (Hrsg.): Mammal Species of the World. A taxonomic and geographic Reference. 2 Bände. 3. Auflage. Johns Hopkins University Press, Baltimore MD 2005, ISBN 0-8018-8221-4.
10. 1 2  Takahiro Yonezawa, Naoki Kohno & Masami Hasegawa: The monophyletic origin of sea lions and fur seals (Carnivora; Otariidae) in the Southern Hemisphere. Gene 441 (1–2), 2009: 89–99. doi:10.1016/j.gene.2009.01.022Researchgate.net Volltext
11. ↑  Annalisa Berta, Morgan Churchill: Pinniped Taxonomy: evidence for species and subspecies. Mammal Review. 42 (3): 207–234. September 2011, doi:10.1111/j.1365-2907.2011.00193.x
12. ↑  Annalisa Berta, Clayton E. Ray, André R. Wyss: Skeleton of the Oldest Known Pinniped, Enaliarctos mealsi. Science 244 (4900), 7. Apr 1989; S. 60–62. doi:10.1126/science.244.4900.6.
13. ↑  Annalisa Berta: New Enaliarctos* (Pinnipedimorpha) from the Oligocene and Miocene of Oregon and the Role of Enaliarctids in Pinniped Phylogeny. Smithsonian Institution, Washington, D.C. 1991. doi:10.5479/si.00810266.69.1.
14. ↑  Jorge Velez-Juarbe, Ana M. Valenzuela-Toro: Oldest record of monk seals from the North Pacific and biogeographic implications. Biology Letters, 8. Mai 2019. doi:10.1098/rsbl.2019.0108.
15. ↑  Robert W. Boessenecker, Morgan Churchill: The oldest known fur seal. Biology Letters, 1. Februar 2015. doi:10.1098/rsbl.2014.0835.
16. ↑  Annalisa Berta: New Specimens of the Pinnipediform Pteronarctos from the Miocene of Oregon. Smithsonian Institution, Washington, D.C. 1994. doi:10.5479/si.00810266.78.1.
17. ↑  Thomas A. Deméré, Annalisa Berta: New Skeletal Material of Thalassoleon (Otariidae: Pinnipedia) from the late Miocene-Early Pliocene (Hemphillian) of California. Bulletin of the Florida Museum of Natural History 45(4), 2005; S. 379–411. (Volltext).
18. ↑  Eumetopias jubatus, Neophoca cinerea, Arctocephalus galapagoensis, Zalophus wollebaeki, Callorhinus ursinus, Phocarctos hookeri, Arctocephalus philippii und Arctocephalus townsendi in der Roten Liste gefährdeter Arten der IUCN. Abgerufen am 21. Januar 2010.
19. ↑  Alaska Fisheries Science Center/NOAA Tom Gelatt (National Marine Mammal Laboratory), Katie Sweeney: IUCN Red List of Threatened Species: Steller Sea Lion. 4. Februar 2016, abgerufen am 19. April 2020.
20. ↑  Zalophus japonicus in der Roten Liste gefährdeter Arten der IUCN. Abgerufen am 21. Januar 2010.